# Obchodní dům Prior
Prior je řetězec prodejen oděvů, obuvi, látek, galanterie a domácích a papírnických potřeb a bývalý řetězec plnosortimentních obchodních domů.

## Prior před Sametovou revolucí
V době socialismu v Československu se jednalo o plnohodnotný řetězec obchodních domů, které měly nabízet všechny druhy zboží tak, jak propagoval dobový slogan „Nákup pod jednou střechou“. Inspiraci měly v obdobných obchodních domech, které se v Československu začaly objevovat již za první republiky (například řetězec Brouk&Babka) a také, které v době vzniku Priorů existovaly na „západě“, kde byl inspirací zejména německý řetězec Karstadt. Koncipovány měly být tak, že velká budova (obchodní dům) měla být rozdělena na několik samostatných oddělení, která se zaměřovala na jednotlivé druhy různorodého zboží (potraviny, drogerii, galanterii...). První Prior byl otevřen v Bratislavě 20. listopadu 1968. V Bratislavě bylo také sídlo ústředí řetězce. Jiné zdroje uvádějí jako první Prior ten v Nitře. Jednotlivé Priory začaly následovat, ve většině případů vznikly výstavbou nových obchodních domů (Kotva v Praze, Prior v Mostě atd.). Do řetězce však byly začleněny i některé starší obchodní domy (Bílá Labuť, Obchodní dům Letná atd.).

## Prior po Sametové revoluci
Po Sametové revoluci byly obchodní domy Prior podobně jako prodejny ostatních socialistických řetězců (Jednota, Pramen atd.) privatizovány. Velká spousta původních obchodních domů přešla na nové provozovatele, kteří si v nich otevřeli své nové prodejny (např. Obchodní dům Máj a řetězec K-Mart). Samotný řetězec Prior byl privatizován v Česku na společnost Prior, obchodní domy a.s., která však postupně své prodejny uzavírá a na jejich místech rostou nová moderní obchodní střediska. V 90. letech také zvlášť vznikla společnost Prior Česká republika a.s. vystupující se sloganem „Bez běhání, bez čekání, Prior splní vaše přání“, která se později změnila na současnou společnost Prior Česká republika s.r.o. mající slogan „Vaše spokojenost je naší PRIORitou“. Na Slovensku byl řetězec privatizován na společnost Obchodné domy PRIOR STRED, a.s.. Privatizovaný řetězec Prior zůstal na českém porevolučním trhu nadále, ovšem byl omezen na prodej v pouze v malém počtu z původních obchodních domů a výrazně omezil své služby. Obchodní domy, ve kterých český porevoluční Prior (konkrétně Prior Česká republika s.r.o.) působí, ve většině případů přešly na společnost Le Cygne Sportif, se kterou je společnost Prior Česká republika s.r.o. součástí společného koncernu. Na Slovensku působí privatizovaný Prior také pouze v omezeném počtu z původních obchodních domů, které ale na rozdíl od Priorů v Česku vlastní a provozuje sám.

## Seznam obchodních domů
Seznam nemusí být kompletní, některé menší obchodní domy, které byly za socialismu provozovány pod značkou Prior nemusí být totiž dohledatelné. Sestavení kompletního seznamu všech obchodních domů, které kdy pod značkou Prior působily, navíc komplikuje fakt, že obchodní domy byly po Sametové revoluci privatizovány pod různé subjekty, které je použily pro různé účely. Podle odhadů před Sametovou revolucí působilo něco okolo 60 obchodních domů Prior, dnes jich je na území České republiky jen 13 a to pouze oficiálních, na území Slovenska 8. Obchodní domy, ve kterých dodnes působí prodejny privatizovaných řetězců Prior jsou označeny jako provozován dodnes.

### Obchodní domy na území dnešního Česka
| Město nebo obec    | Název obchodního domu      | Adresa                                                              | Poznámky                                                     |
| ------------------ | -------------------------- | ------------------------------------------------------------------- | ------------------------------------------------------------ |
| Brno               | Prior Brno                 | Dornych 404/4, 602 00 Brno-střed                                    | později OC Dornych, pak prošel demolicí                      |
| Česká Lípa         | Prior Česká Lípa           | Erbenova 2906, 470 06 Česká Lípa                                    | dnes OD Andy                                                 |
| České Budějovice   | Prior České Budějovice     | Lannova tř. 1461/22, 370 01 České Budějovice 1                      | provozován dodnes                                            |
| České Budějovice   | Brouk a Babka / Dětský dům | Široká 432/11, 370 01 České Budějovice 1                            | jako Prior provozován v letech 1980–1983                     |
| Dačice             | Prior Dačice               | Palackého nám. 53/1, 380 01 Dačice I                                | provozován dodnes                                            |
| Děčín              | Prior Děčín                | Plzeňská 1700/9, 405 02 Děčín 2-Podmokly                            | dnes OC Korál                                                |
| Frýdek-Místek      | Prior Frýdek-Místek        | Frýdlantská 150, 738 01 Frýdek-Místek 1                             | provozován dodnes                                            |
| Harrachov          | Prior Harrachov            | Střední 373, 512 46 Harrachov                                       | provozován po revoluci, dnes prodejna JIP                    |
| Havířov            | Prior Havířov              | Dlouhá třída 860/1a, 736 01 Havířov 1-Město                         | nahrazen obchodním centrem Elan                              |
| Hradec Králové     | Prior Hradec Králové       | Náměstí 28. října 1610/1, 500 02 Hradec Králové 2-Pražské Předměstí | dnes OC Atrium                                               |
| Cheb               | Prior Cheb                 | Tř. Svobody 2094/6, 350 02 Cheb 2                                   | provozován dodnes                                            |
| Chodov             | Prior Chodov               | Staroměstská 848, 357 35 Chodov u Karlových Var 1                   | dnes prodejna Teta Drogerie a asijská restaurace             |
| Chomutov           | Prior Chomutov             | Farského 4732, 430 01 Chomutov 1                                    | dnes OD Chomutovka                                           |
| Jihlava            | Prior Jihlava              | Masarykovo nám. 4333/68, 586 01 Jihlava 1                           | provozován dodnes                                            |
| Kadaň              | Prior Kadaň                | Kpt. Jaroše 1551, 432 01 Kadaň 1                                    | provozován po revoluci, dnes několik maloprodejen            |
| Karviná            | Prior Karviná              | Tř. 17. Listopadu 2/23, 733 29 Karviná 1-Fryštát                    | provozován dodnes                                            |
| Kladno             | Siréna-Rozdělov            | Nám. Jana Masaryka 2735, 272 04 Kladno 4-Rozdělov                   | provozován od roku 1957 do revoluce, dnes OD Rozdělov        |
| Krnov              | Prior Krnov                | Zámecké nám. 2068, 794 01 Krnov 1                                   | provozován do roku 2019, poté odkoupeno městem               |
| Kroměříž           | Prior Kroměříž             | Slovanské nám. 2790, 767 01 Kroměříž 1                              | dnes prodejna COOP                                           |
| Litvínov           | Prior Litvínov             | 9. května 1043, 436 01 Litvínov                                     | provozován po revoluci, dnes prodejna Norma                  |
| Most               | Prior Most                 | Tř. Budovatelů 991/9, 434 01 Most 1                                                                    | provozován jako Prior do 31. 12. 2024                        |
| Náchod             | Prior Náchod               | Karlovo nám. 1999, 547 01 Náchod                                    | provozován jako Prior do 16. 5. 2025                         |
| Nový Jičín         | Prior Nový Jičín           | Gen. Hlaďo 1849/25, 741 01 Nový Jičín-Nový Jičín 1                  | dnes OC Javor                                                |
| Olomouc            | Prior Olomouc              | 8. května 465/24, 779 00 Olomouc 9                                  | dnes Galerie Moritz                                          |
| Opava              | Prior Opava                | Náměstí Republiky 159/10, 746 01 Opava 1-Město                      | dnes OD Breda                                                |
| Orlová             | Prior Orlová               | Masarykova tř. 795, 735 14 Orlová 4-Lutyně                          | provozován dodnes                                            |
| Ostrava            | Prior Ostrava              | Zámecká 1936/18, 702 00 Moravská Ostrava a Přívoz                   | dnes Zábavní centrum Horník                                  |
| Ostrov             | Brigádník / Prior Ostrov   | Brigádnická 707, 363 01 Ostrov nad Ohří                             | dnes několik maloprodejen                                    |
| Otrokovice         | Prior Otrokovice           | Tylova 725, 765 02 Otrokovice                                       | dnes prodejna COOP Tip                                       |
| Pacov              | Prior Pacov                | Žižkova 894, 395 01 Pacov                                           | provozováno po revoluci, dnes supermarket Albert             |
| Pardubice          | Prior Pardubice            | Masarykovo nám. 1950, 530 02 Pardubice I-Zelené Předměstí           | dnes Palác Pardubice                                         |
| Pelhřimov          | Prior Pelhřimov            | Palackého 1460, 393 01 Pelhřimov                                    | provozováno po revoluci, dnes prodejna Rossmann              |
| Písek              | Prior Písek                | Havlíčkovo nám. 95/11, 397 01 Písek 1-Vnitřní Město                 | provozováno po revoluci, dnes několik maloprodejen           |
| Plzeň              | Prior Plzeň                | Americká 2186/47, 301 00 Plzeň 3                                    | později prodejna Tesco, dnes Lidl a zábavní zařízení Hopsina |
| Praha              | Bilá Labuť                 | Na Poříčí 1068/23, 110 00 Praha 1-Nové Město                        | dnes samostatný obchodní dům                                 |
| Praha              | Dům bytové kultury         | Budějovická 1667/64, 140 00 Praha 4-Krč                             | dnes samostatný obchodní dům                                 |
| Praha              | Kotva                      | Náměstí Republiky 656/8, 110 00 Praha 1-Staré Město                 | dnes samostatný obchodní dům                                 |
| Praha              | Brouk a Babka / Letná      | Milady Horákové 499/62, 170 00 Praha 7-Holešovice                   | dnes činžovní dům, v přízemí prodejna Rossmann               |
| Praha              | Máj                        | Národní třída 63/26, 110 00 Praha 1-Nové Město                      | dnes House of Fun Prague                                     |
| Praha              | Prior Modřany              | Sofijské nám. 3400/6, 143 00 Praha 12-Modřany                       | vietnamská prodejna, poté opuštěno                           |
| Praha              | Prior Prosek               | Vysočanská 382/20, 190 00 Praha 9-Prosek                            | dnes prodejna Billa                                          |
| Prachatice         | Prior Prachatice           | Vodňanská 46, 383 01 Prachatice II                                  | provozován dodnes                                            |
| Prostějov          | Prior Prostějov            | Dukelská brána 25/7, 796 01 Prostějov 1                             | dnes OC Zlatá Brána                                          |
| Přerov             | Prior Přerov               | Čechova 3491/26, 750 02 Přerov I-Město                              | dnes Galerie Přerov                                          |
| Roudnice nad Labem | Prior Roudnice nad Labem   | Špindlerova tř./Alej 17. listopadu 812, 413 01 Roudnice nad Labem   | provozováno po revoluci, dnes OD Říp                         |
| Semily             | Prior Semily               | Riegrovo náměstí 51, 513 01 Semily                                                                    | provozován dodnes                                            |
| Strakonice         | Prior Strakonice           | Na Ohradě 2, 386 01 Strakonice                                      | provozován dodnes                                            |
| Teplice            | Prior Teplice              | Náměstí Svobody, 415 01 Teplice 1                                   | prošlo demolicí, nahrazeno OC Galerie Teplice                |
| Třinec             | Prior Třinec               | Dukelská 1137, 739 61 Třinec-Lyžbice                                | provozován dodnes                                            |
| Turnov             | Prior Turnov               | Skálova 92, 511 01 Turnov                                           | provozováno po revoluci, dnes prodejna Tesco                 |
| Ústí nad Labem     | Prior Krásné Březno        | Neštěmická 796/4a, 400 07 Ústí nad Labem-Krásné Březno              | dnes tržnice s oděvy                                         |
| Vyškov             | Prior Vyškov               | Brněnská 403/2, 682 01 Vyškov-Město                                 | provozován dodnes                                            |
| Zlín               | Prior Zlín                 | Nám. Práce 2523, 760 01 Zlín 1                                      | dnes OD Zlín                                                 |

### Obchodní domy na území dnešního Slovenska
| Město nebo obec   | Název obchodního domu   | Adresa                                     | Poznámky                                                             |
| ----------------- | ----------------------- | ------------------------------------------ | -------------------------------------------------------------------- |
| Banská Bystrica   | Prior Banská Bystrica   | Robotnícka 1861/2, 974 01 Banská Bystrica  | provozován dosud jako Prior, ale není součástí oficiálního řetězce   |
| Bratislava        | Prior Bratislava        | Kamenné Námestie 1/A, 811 08 Bratislava    | provozován dosud jako Prior, ale není součástí oficiálního řetězce   |
| Komárno           | Prior Komárno           | Nám. M. R. Štefánika 5, 945 01 Komárno     | nahrazeno Shopping Center Komárno                                    |
| Košice            | Prior Košice            | Hlavná 111, 040 11 Košice                  | po revoluci prodejna K-mart, pak Tesco, dnes OD Urban                |
| Levice            | Prior Levice            | Sv. Michala 5, 934 05 Levice               | nahrazeno Dituria Shopping Center                                    |
| Liptovský Mikuláš | Prior Liptovský Mikuláš | Štúrova 1968, 031 01 Liptovský Mikuláš     |                                                                      |
| Lučenec           | Prior Lučenec           | Novohradská 3, 984 01 Lučenec              | provozován dodnes                                                    |
| Nitra             | Prior Nitra             | Štefánikova tř. 48, 949 01 Nitra           | dnes OD Nitra                                                        |
| Partizánske       | Prior Partizánske       | Námestie SNP 1, 958 01 Partizánske         | provozován dodnes                                                    |
| Piešťany          | Prior Piešťany          | A. Hlinku 46, 921 82 Piešťany              | provozován dodnes                                                    |
| Poprad            | Prior Poprad            | Námestí sv. Egídia 3290/124, 058 01 Poprad | provozován jako Prior do roku 2008, nahrazeno OC Forum Poprad        |
| Poprad            | Prior Poprad            | Ul. 1. Mája 220/19, 058 01 Poprad          | provozován jako Prior od 2008, ale není součástí oficiálního řetězce |
| Považská Bystrica | Prior Považská Bystrica | Centrum 3/5, 017 63 Považská Bystrica      | provozován dodnes                                                    |
| Prešov            | „Starý“ Prior Prešov    | Hlavná 2878/15, 080 01 Prešov              | dnes OD Rozvoj                                                       |
| Prešov            | „Nový“ Prior Prešov     | Nám. legionárov, 080 01 Prešov             | prošlo demolicí, nahrazeno nákupním centrem Novum                    |
| Prievidza         | Prior Prievidza         | Nám. Slobody 1, 971 01 Prievidza           | provozován dodnes                                                    |
| Stará Turá        | Prior Stará Turá        | Ul. SNP 111, 916 01 Stará Turá             | dnes OC Stará Turá s prodejnou Tesco                                 |
| Trenčín           | Prior Trenčín           | Vajanského 4, 911 01 Trenčín               | provozován dodnes                                                    |
| Zvolen            | Prior Zvolen            | Nám. SNP 2497, 960 01 Zvolen               | provozován dodnes                                                    |
| Žiar nad Hronom   | Prior Žiar nad Hronom   | Ul. SNP 108, 965 01 Žiar nad Hronom        | provozován dodnes                                                    |
| Žilina            | Prior Žilina            | Nám. Andreja Hlinku 216/8, 010 01 Žilina   | po revoluci prodejna Tesco, dnes opuštěno                            |

## Fotogalerie

### Provozované Priory v Česku

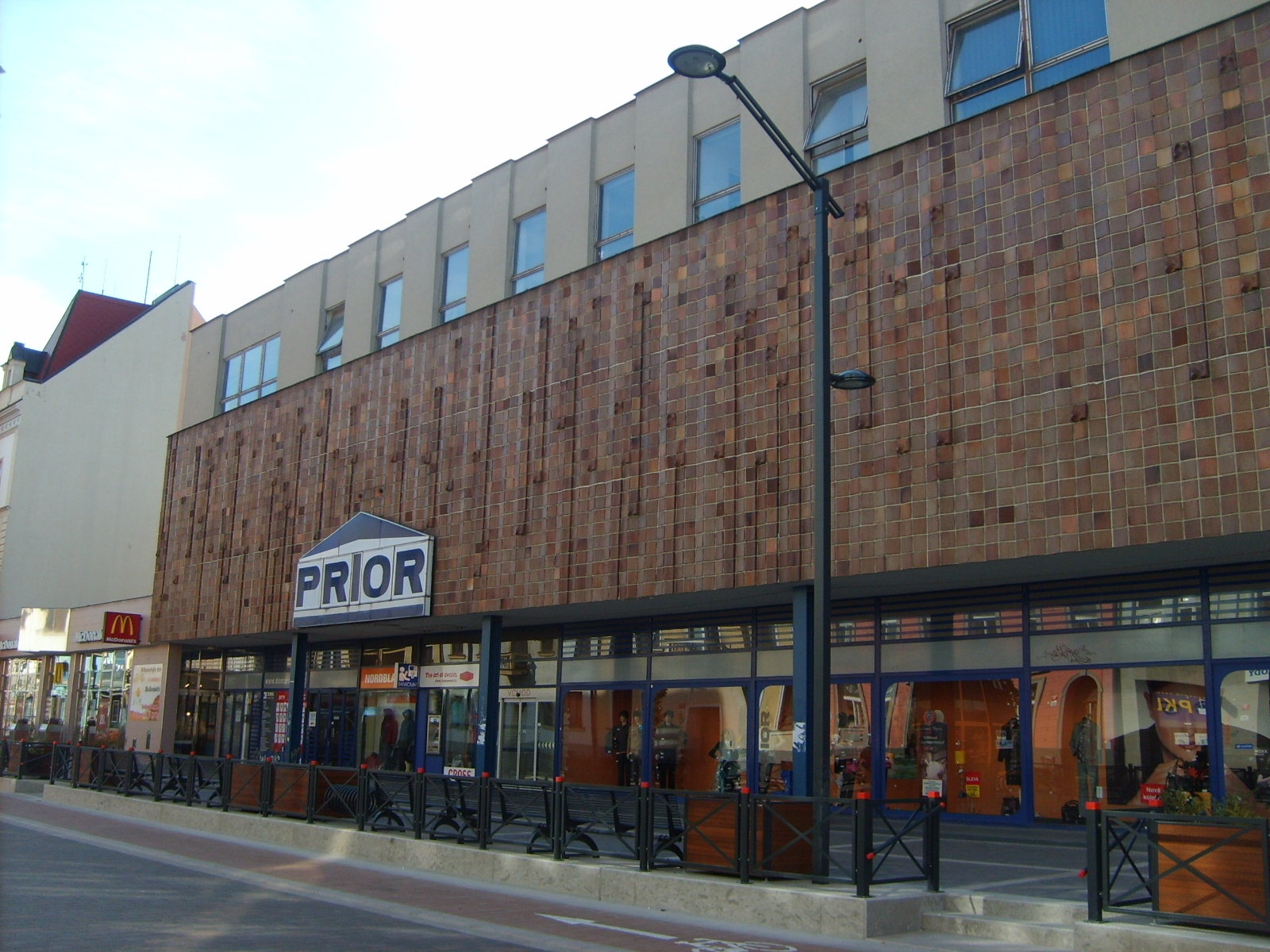
Obchodní dům Prior v Českých Budějovicích
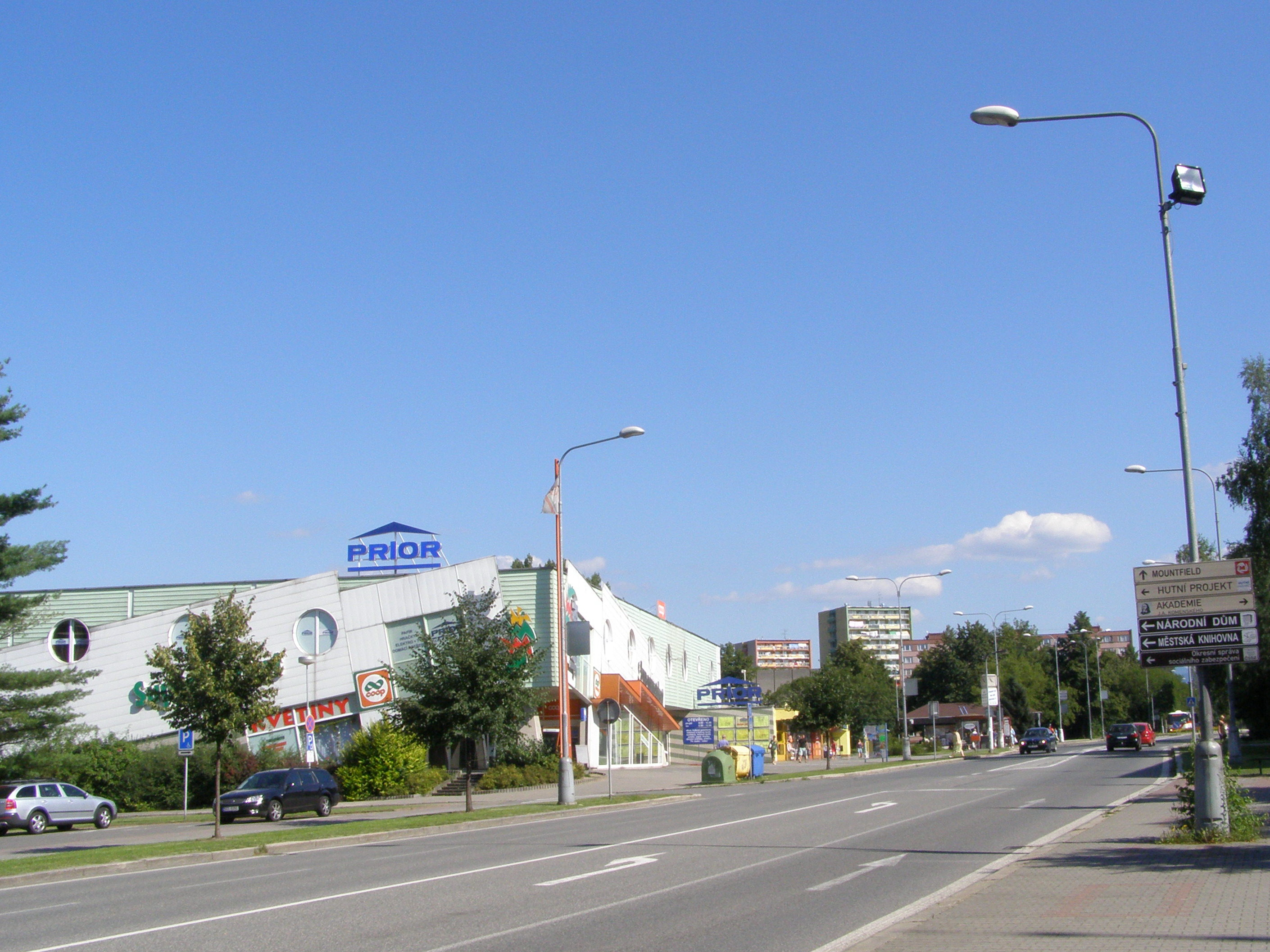
Obchodní dům Prior ve Frýdku-Místku
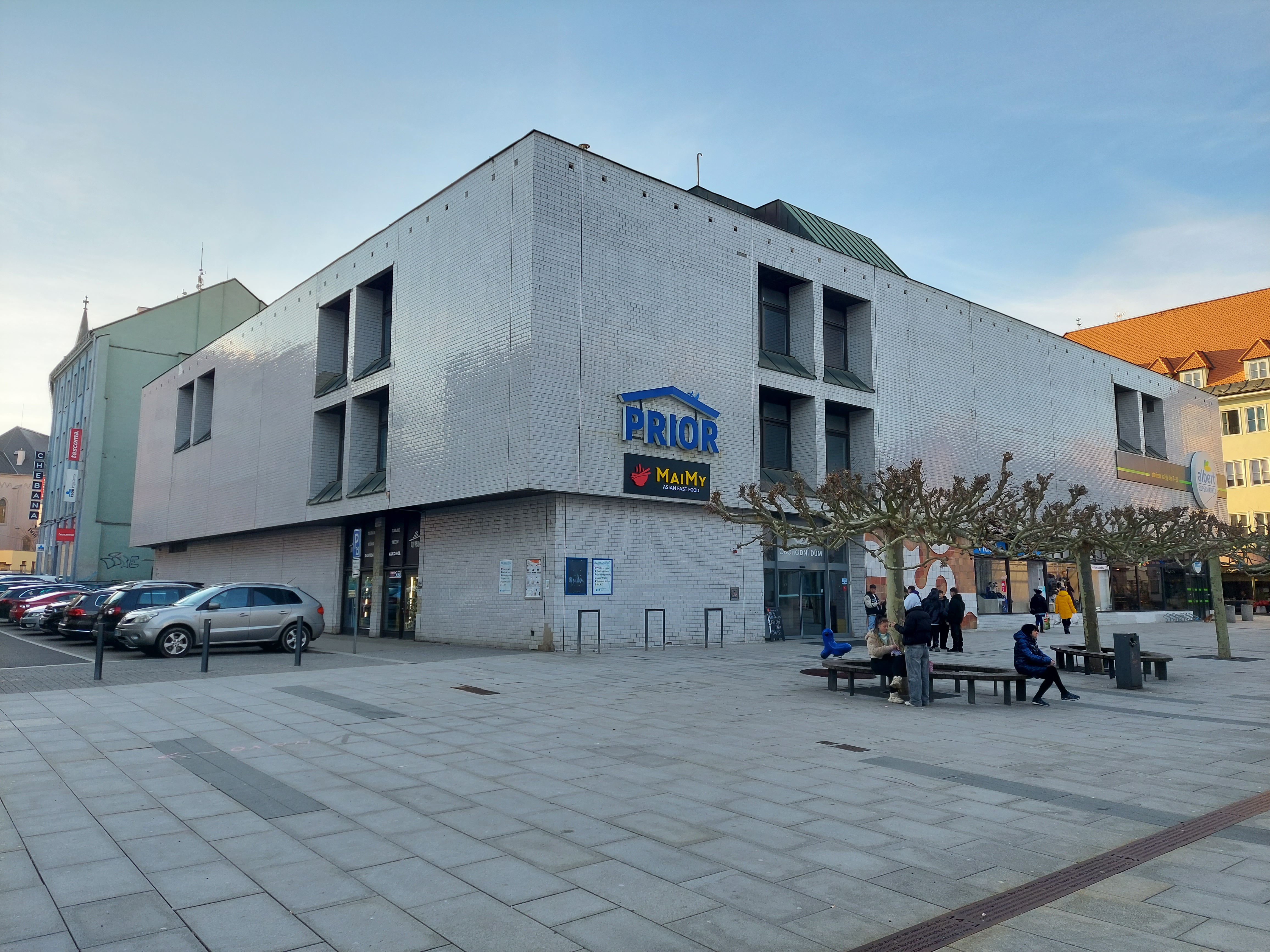
Obchodní dům Prior v Chebu
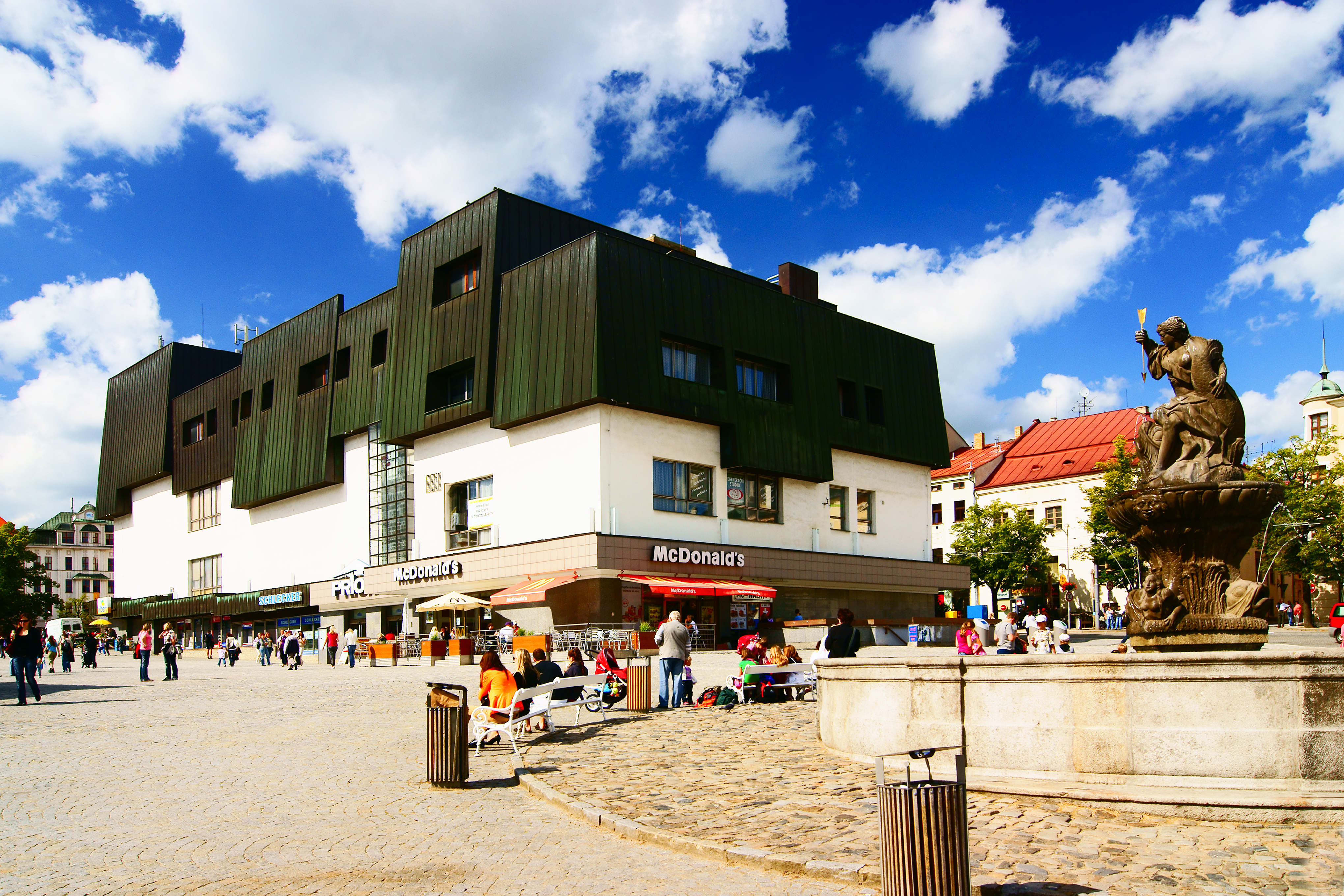
Obchodní dům Prior v Jihlavě
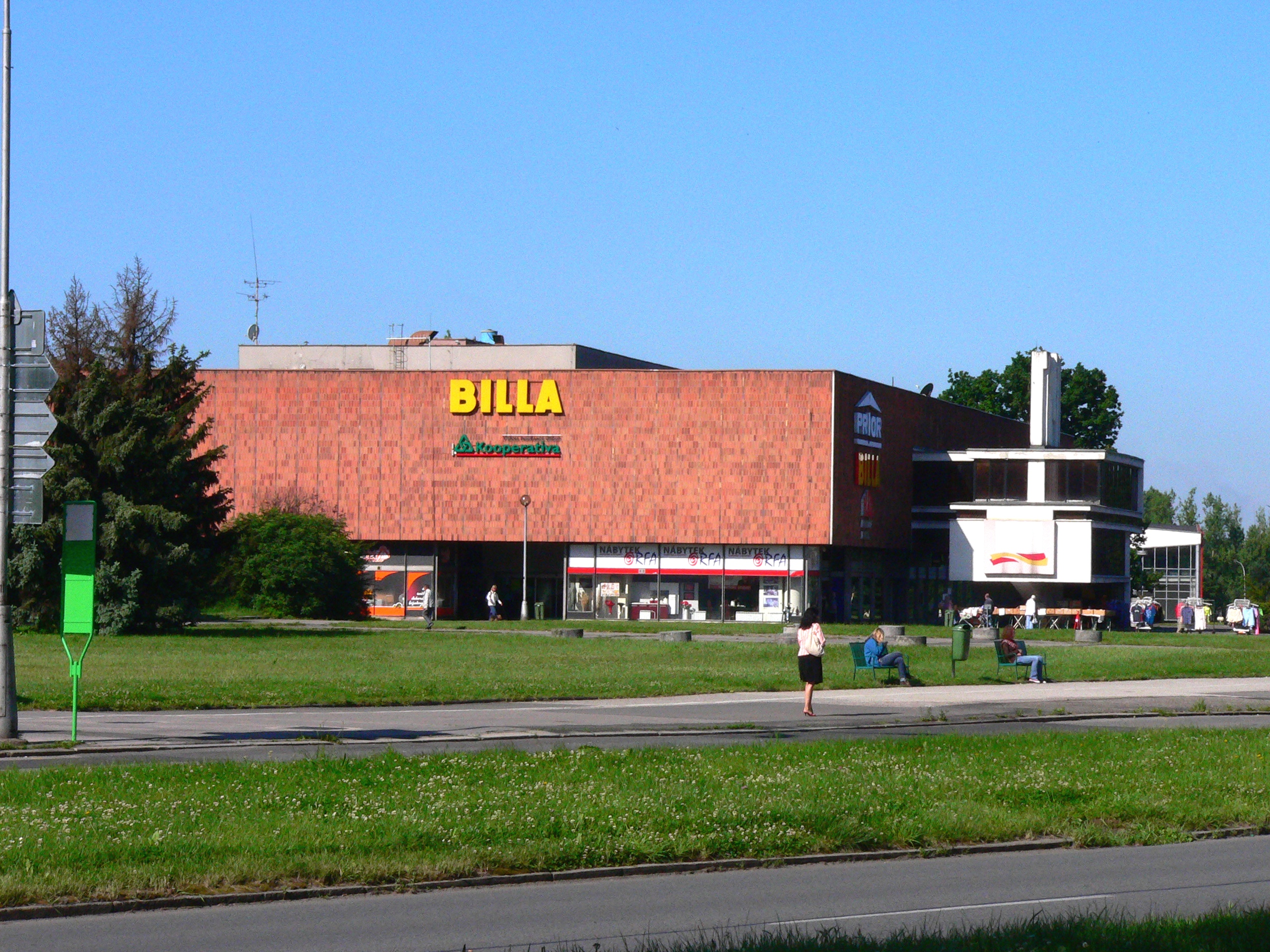
Obchodní dům Prior v Karviné
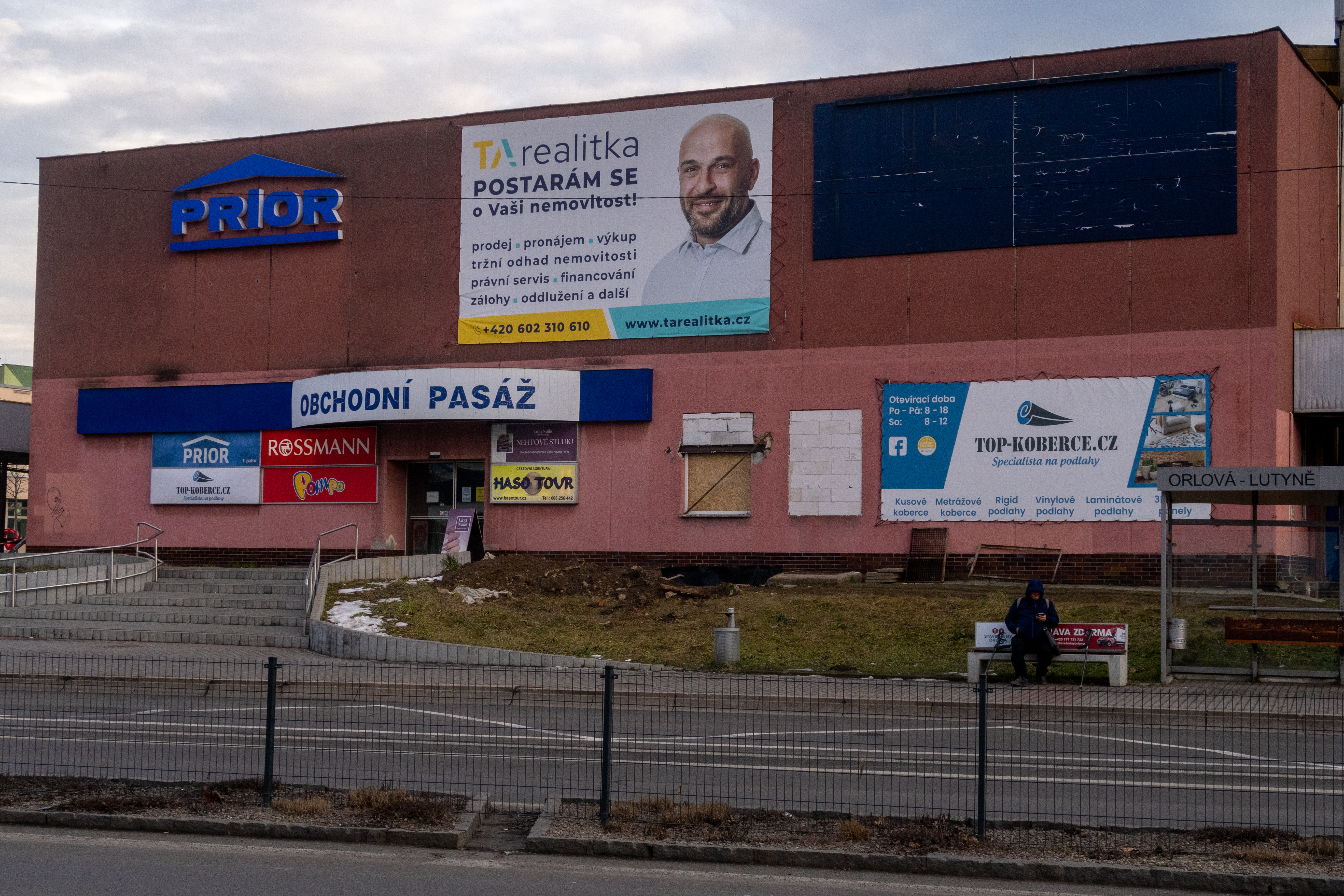
Obchodní dům Prior v Orlové
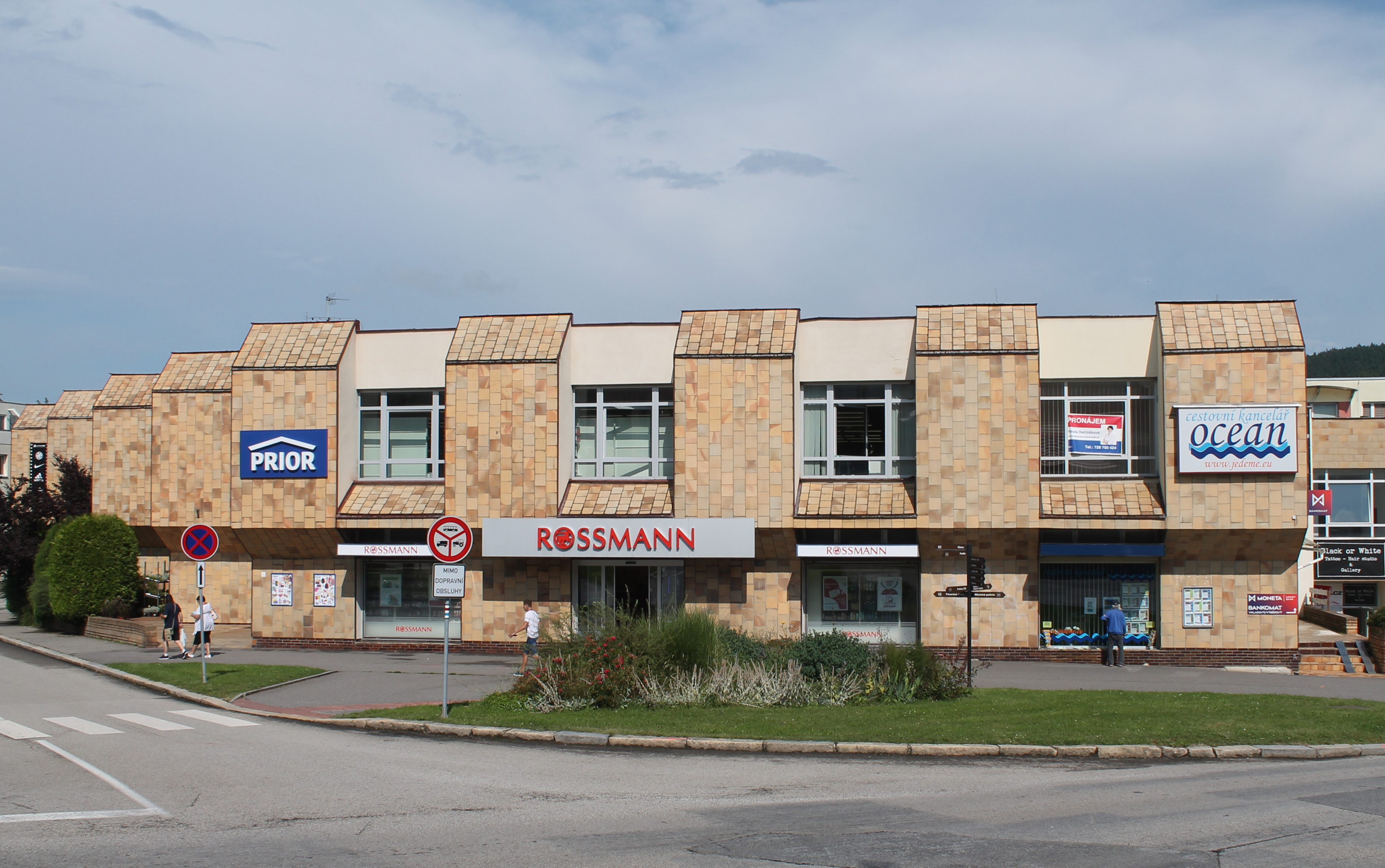
Obchodní dům Prior v Prachaticích
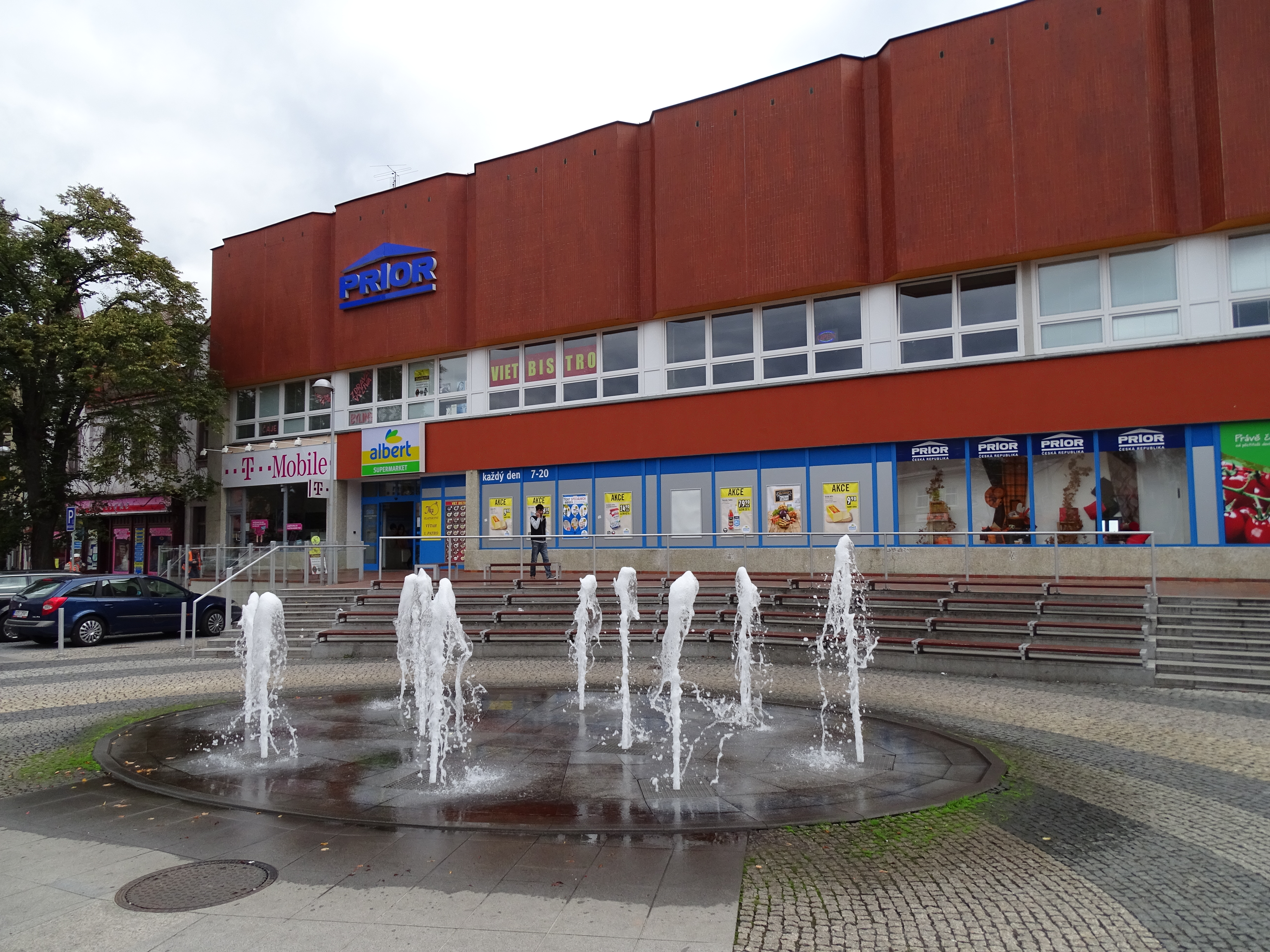
Obchodní dům Prior v Semilech

### Bývalé Priory v Česku

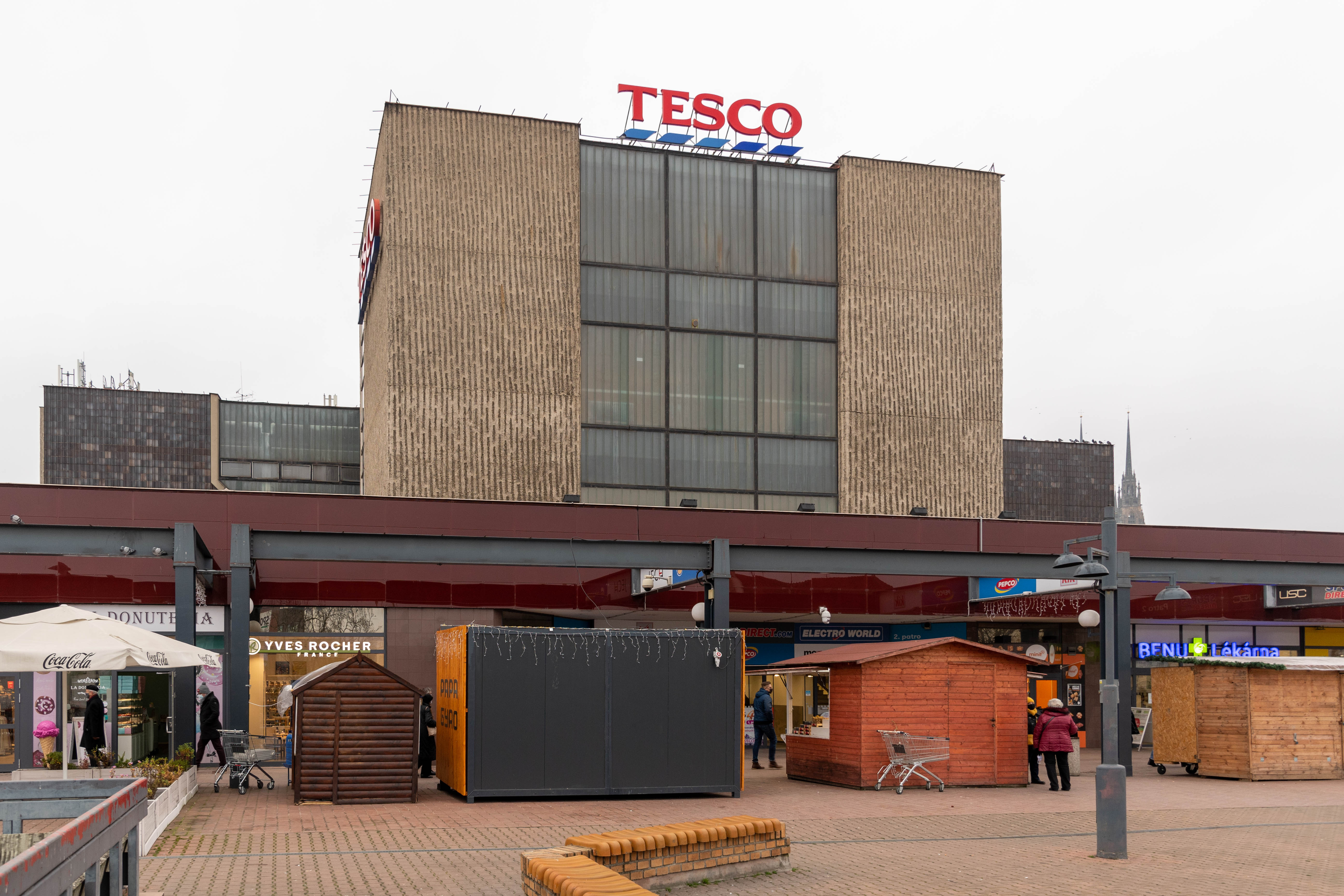
Bývalý obchodní dům Prior v Brně (před demolicí)
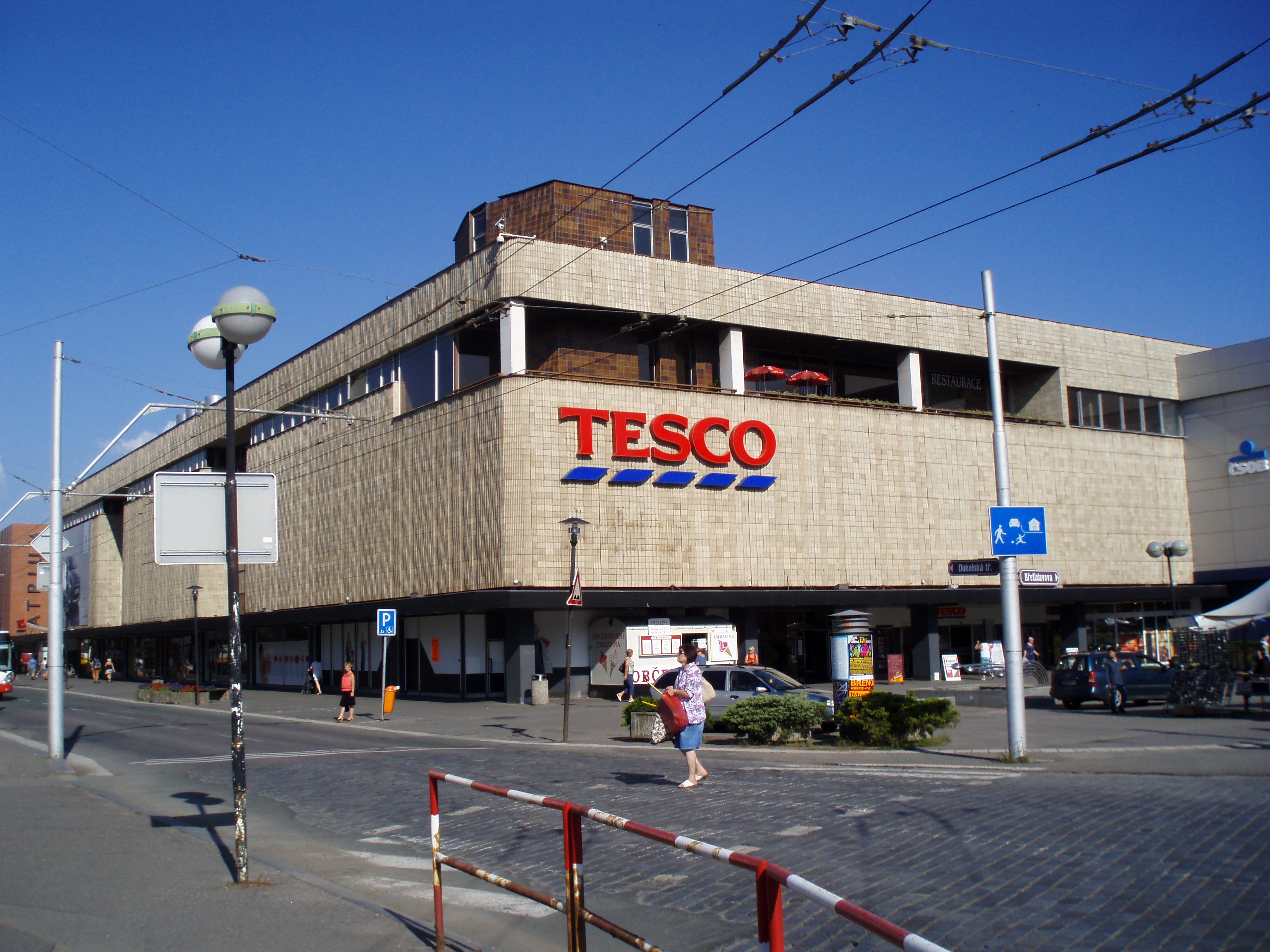
Bývalý obchodní dům Prior v Hradci Králové
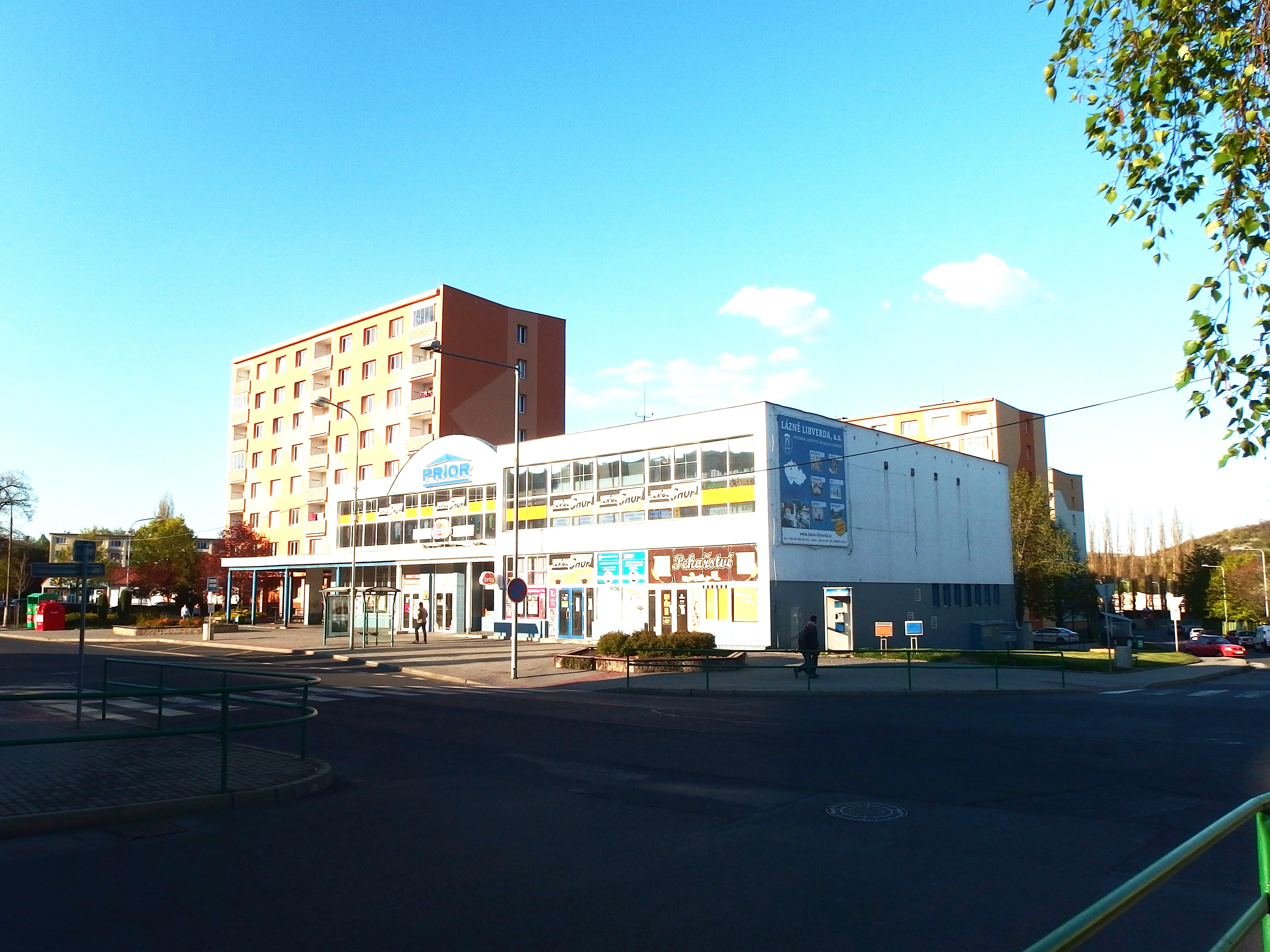
Bývalý obchodní dům Prior v Kadani
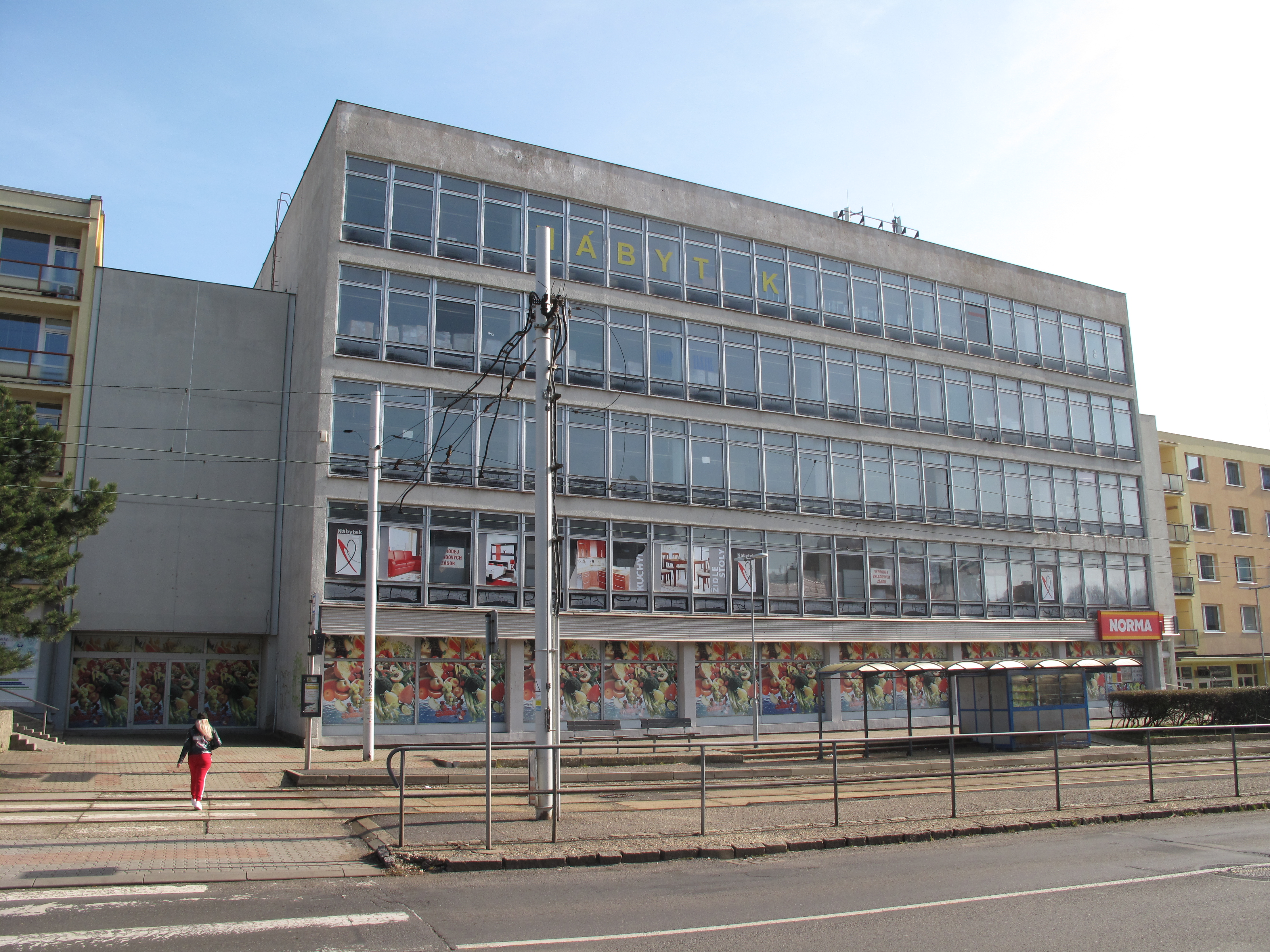
Bývalý obchodní dům Prior v Litvínově
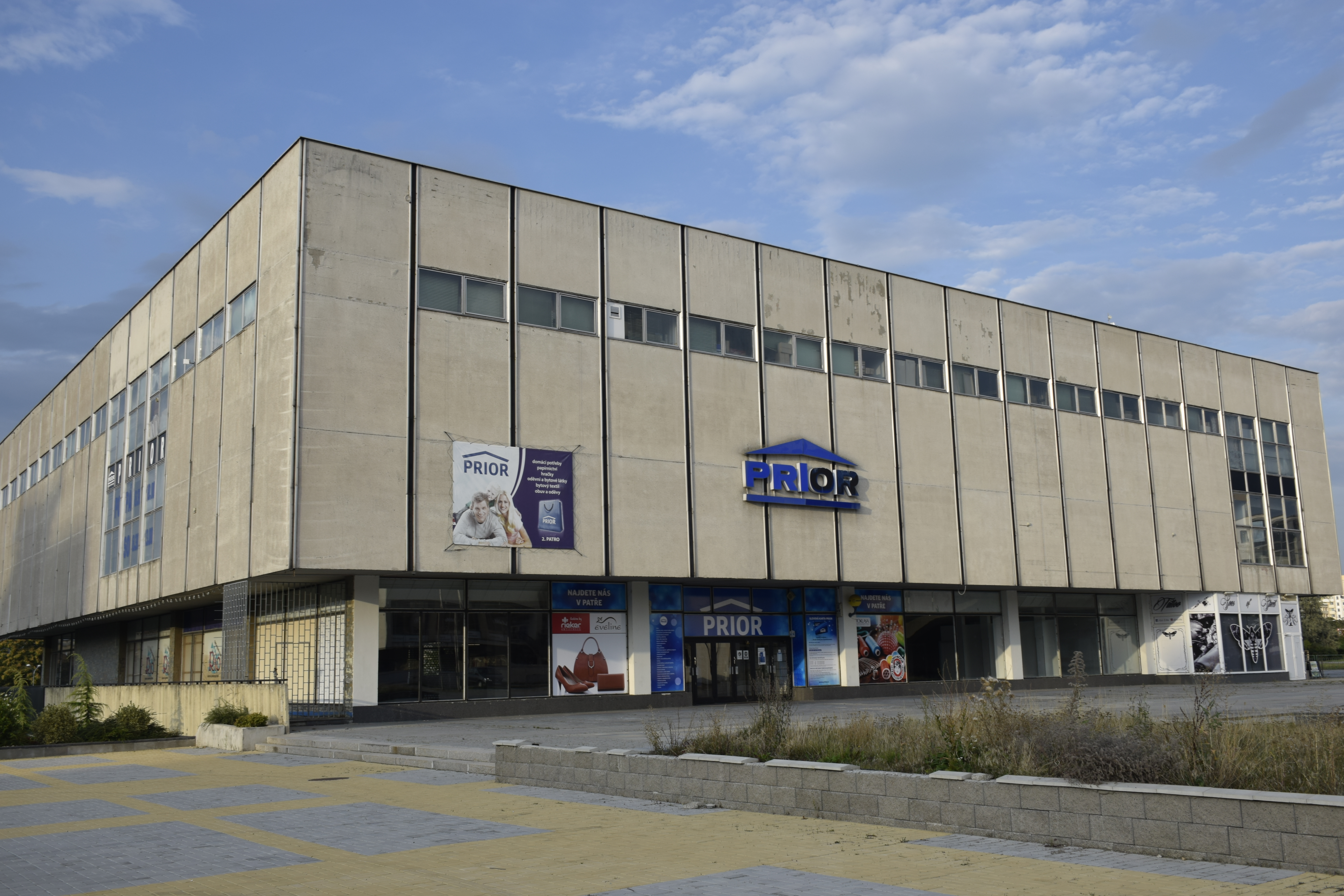
Bývalý obchodní dům Prior v Mostě
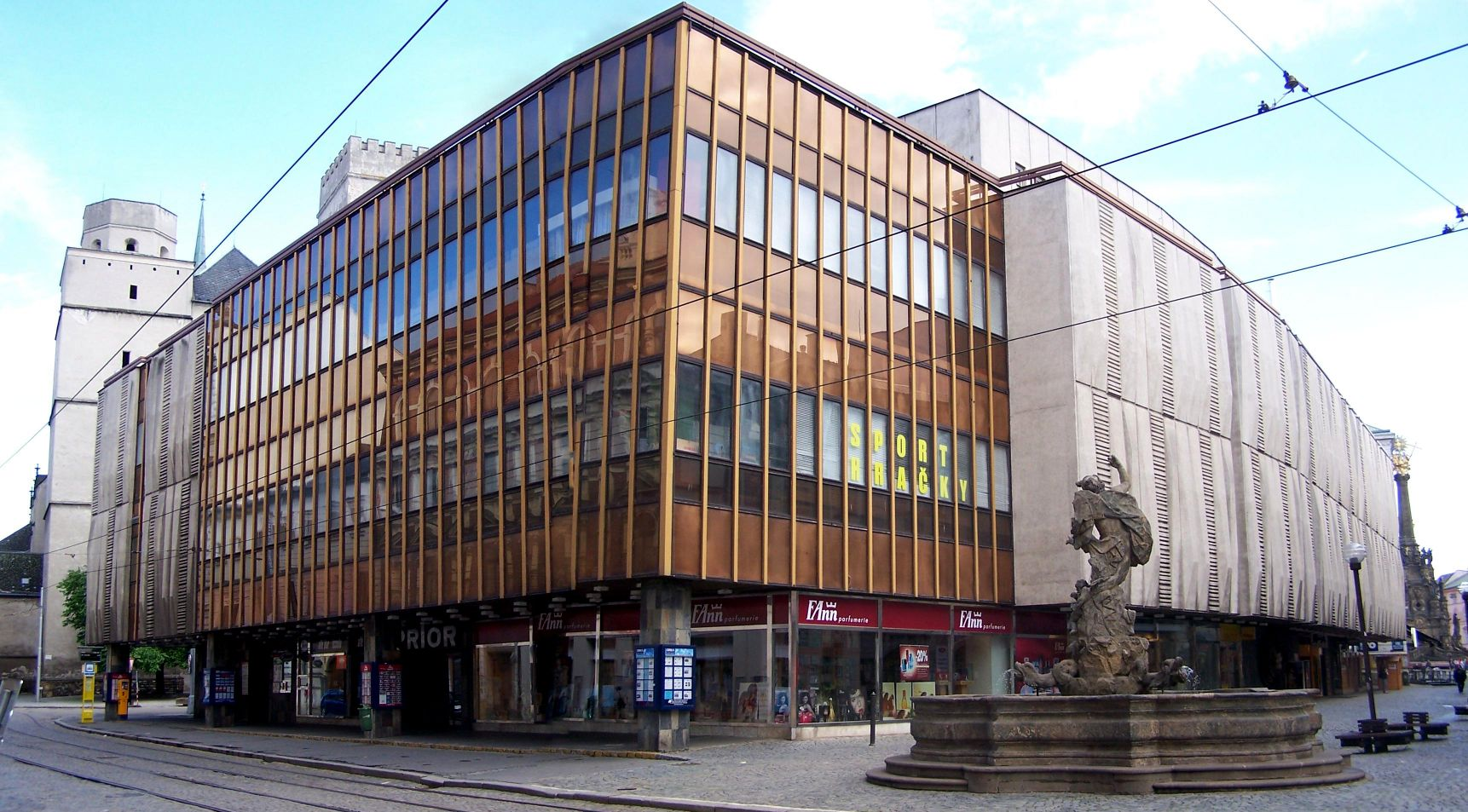
Bývalý obchodní dům Prior v Olomouci
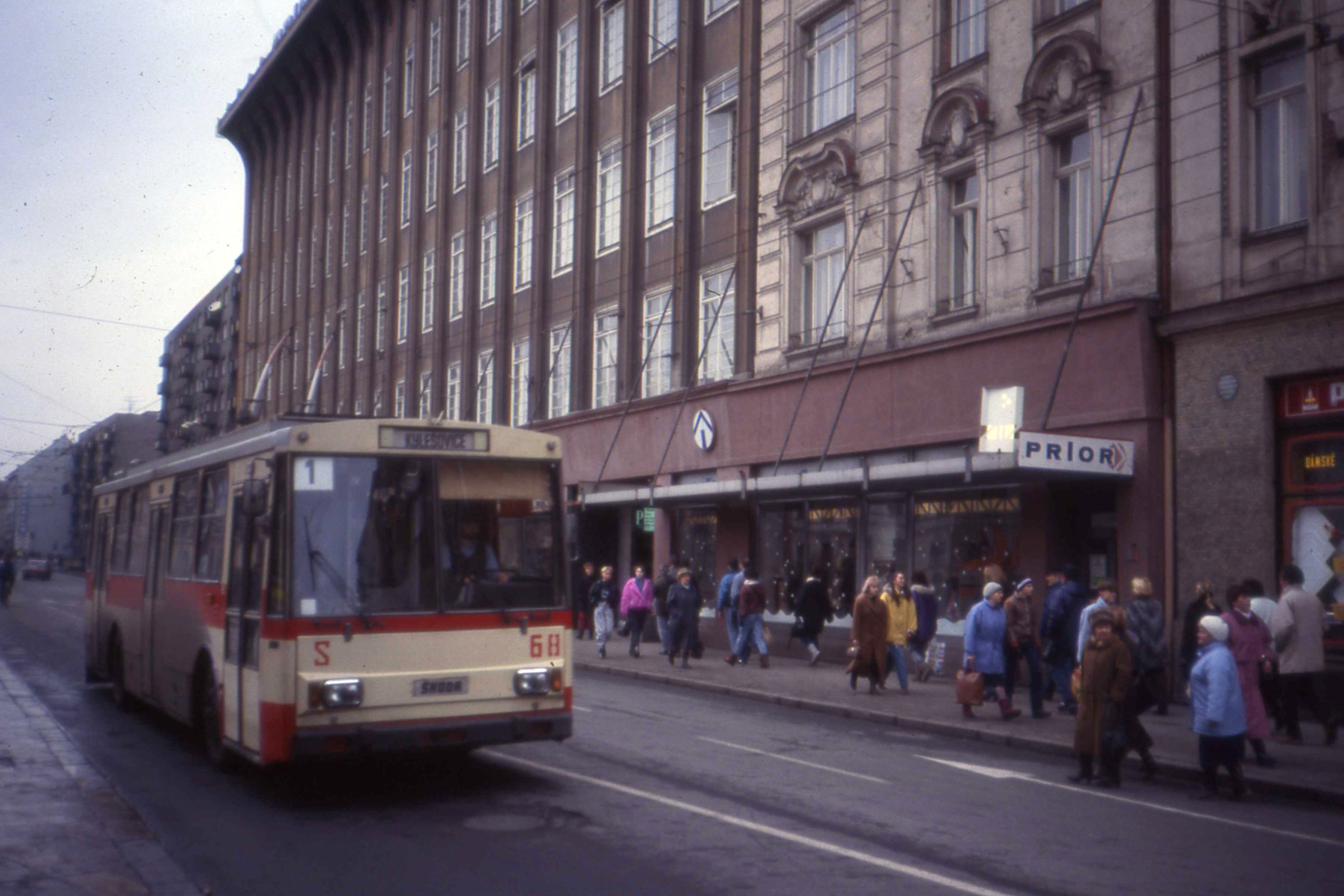
Bývalý obchodní dům Prior v Opavě
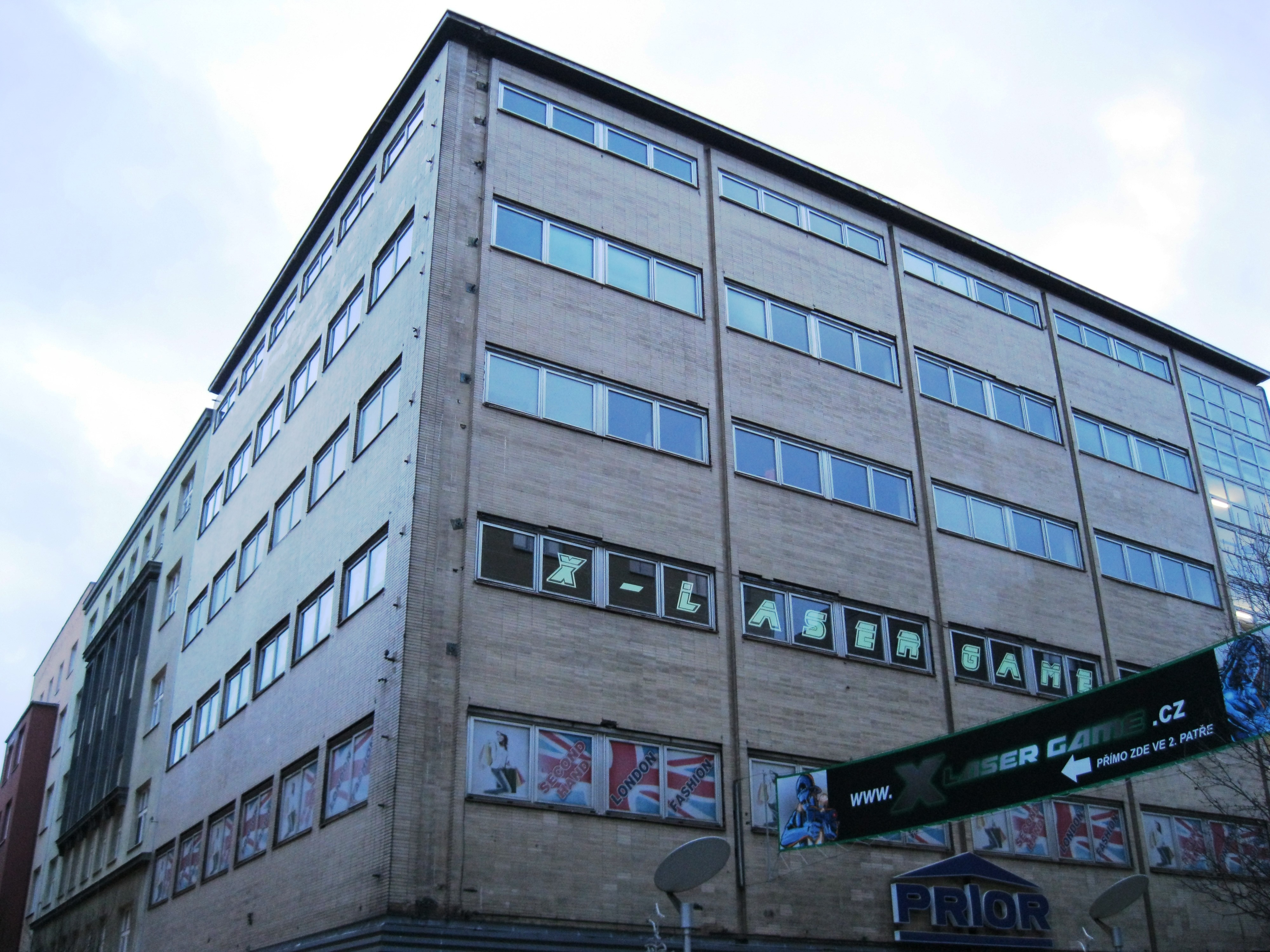
Bývalý obchodní dům Prior v Ostravě
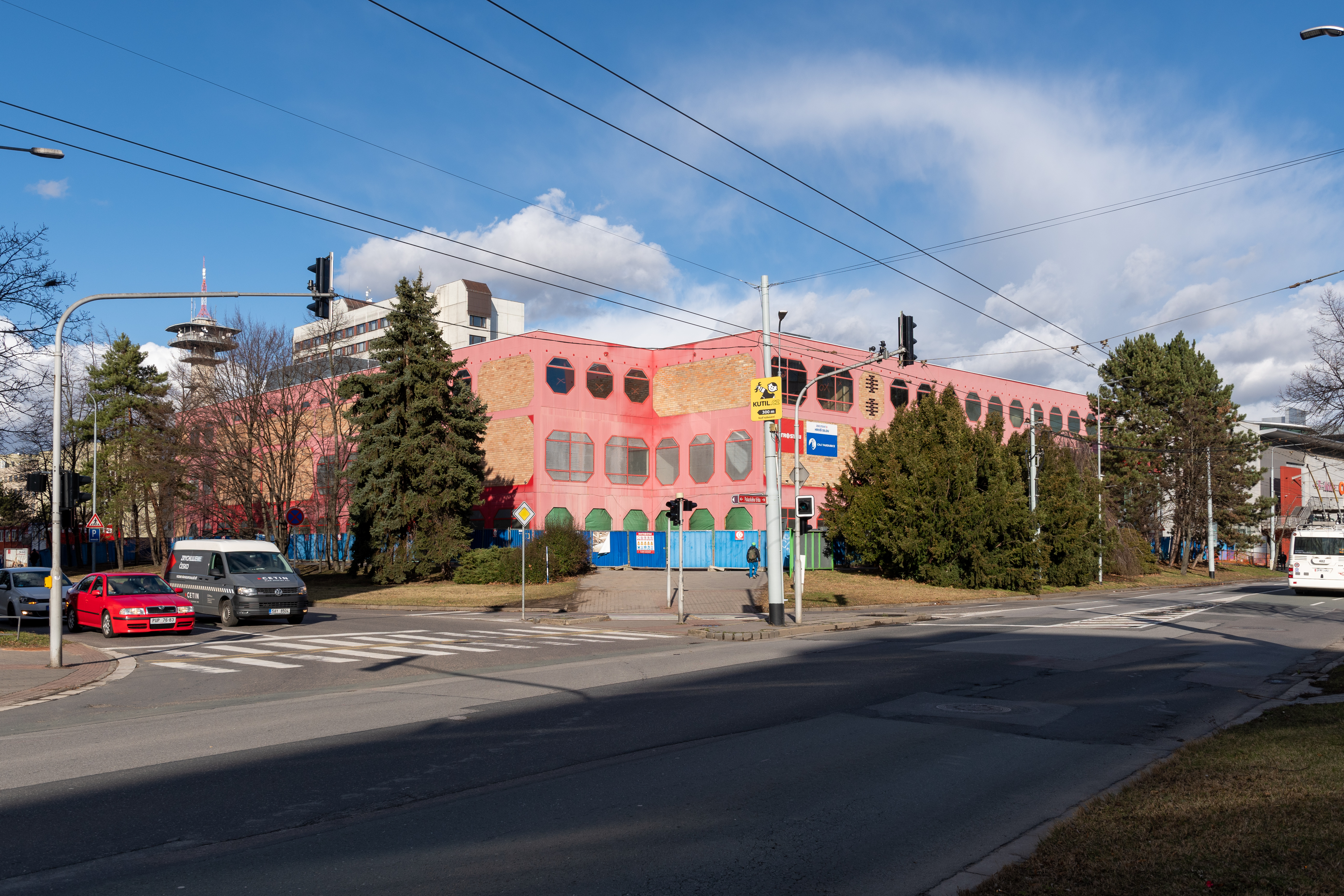
Bývalý obchodní dům Prior v Pardubicích
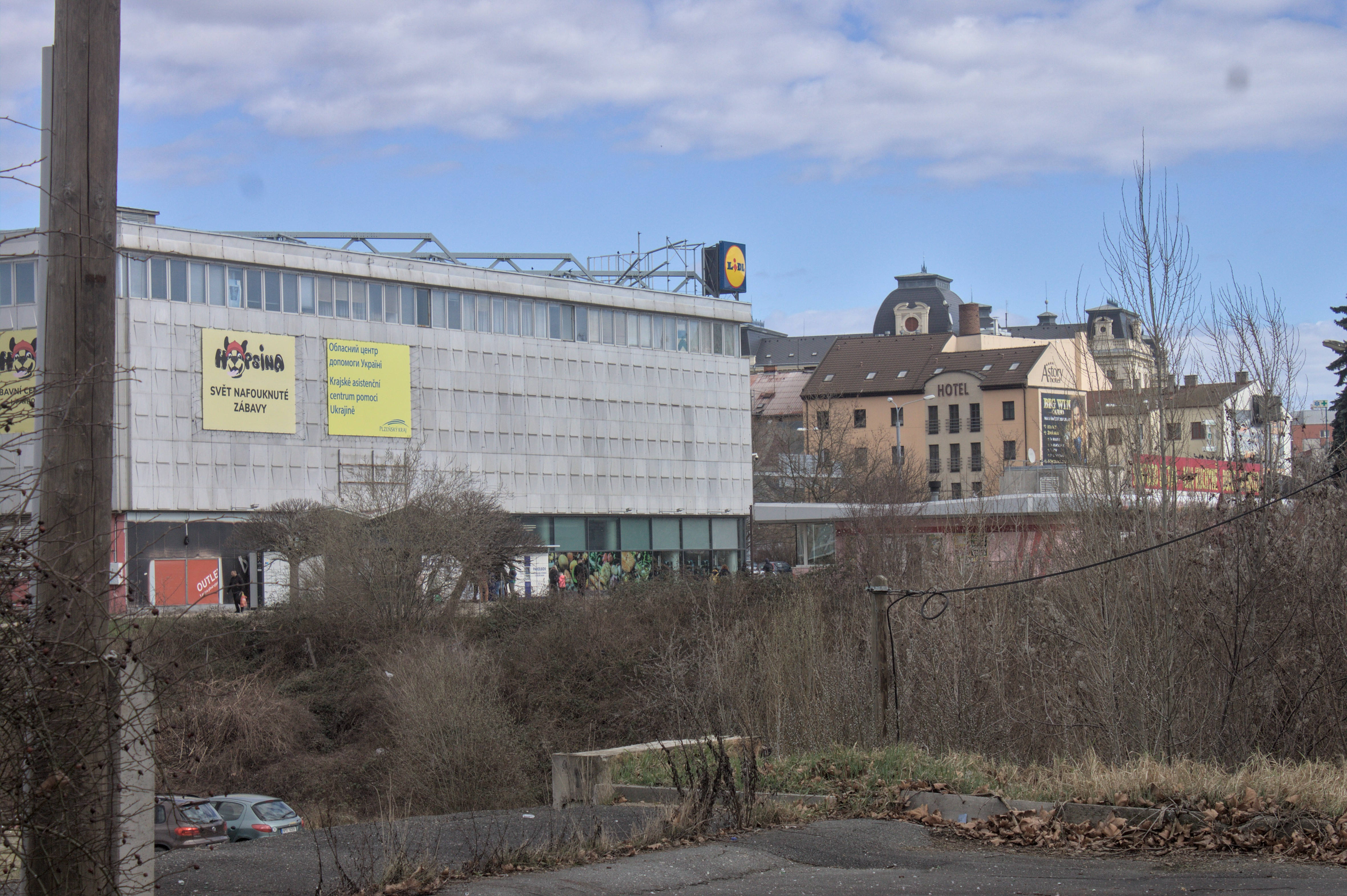
Bývalý obchodní dům Prior v Plzni
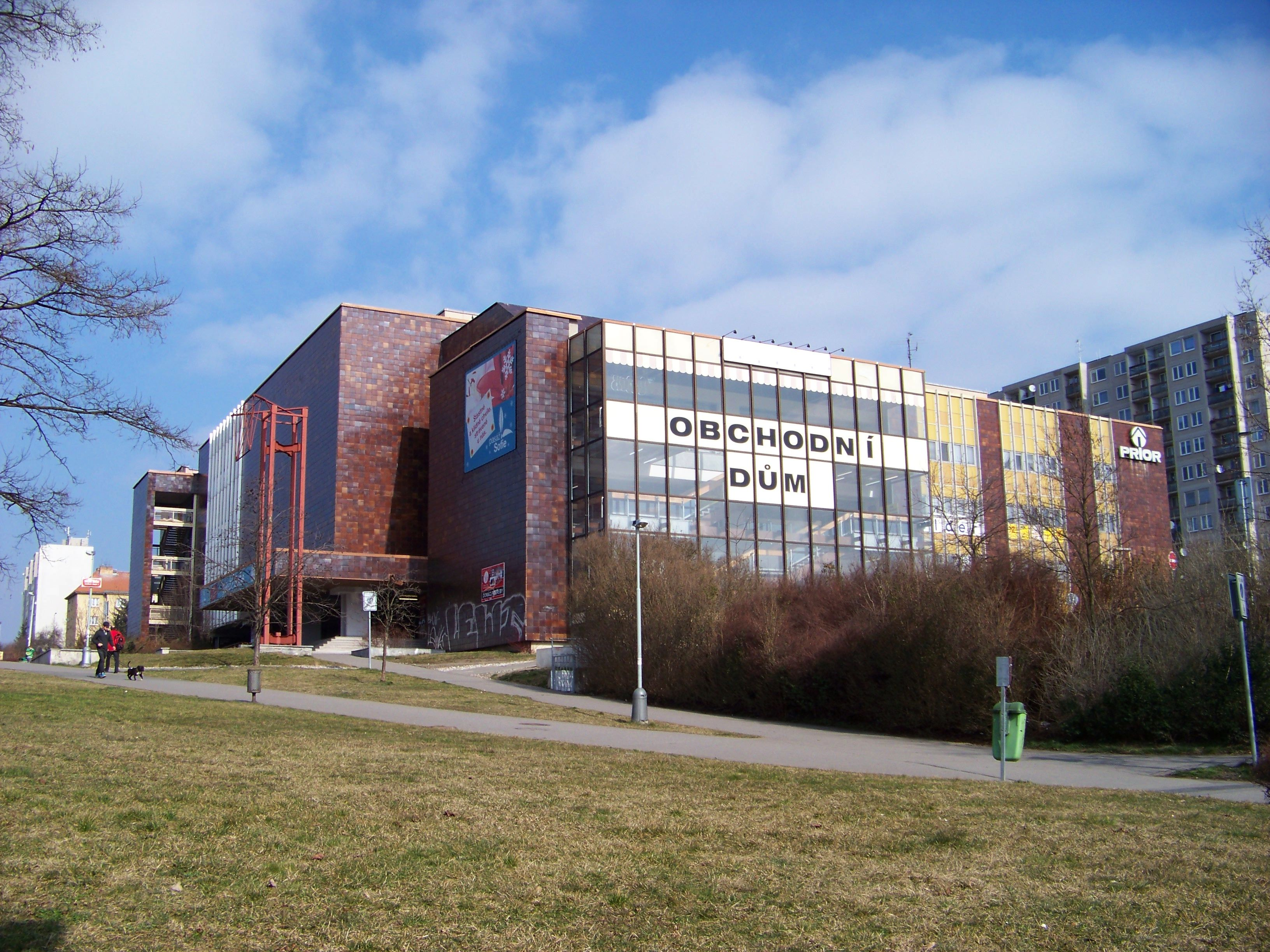
Bývalý obchodní dům Prior v Praze-Modřanech
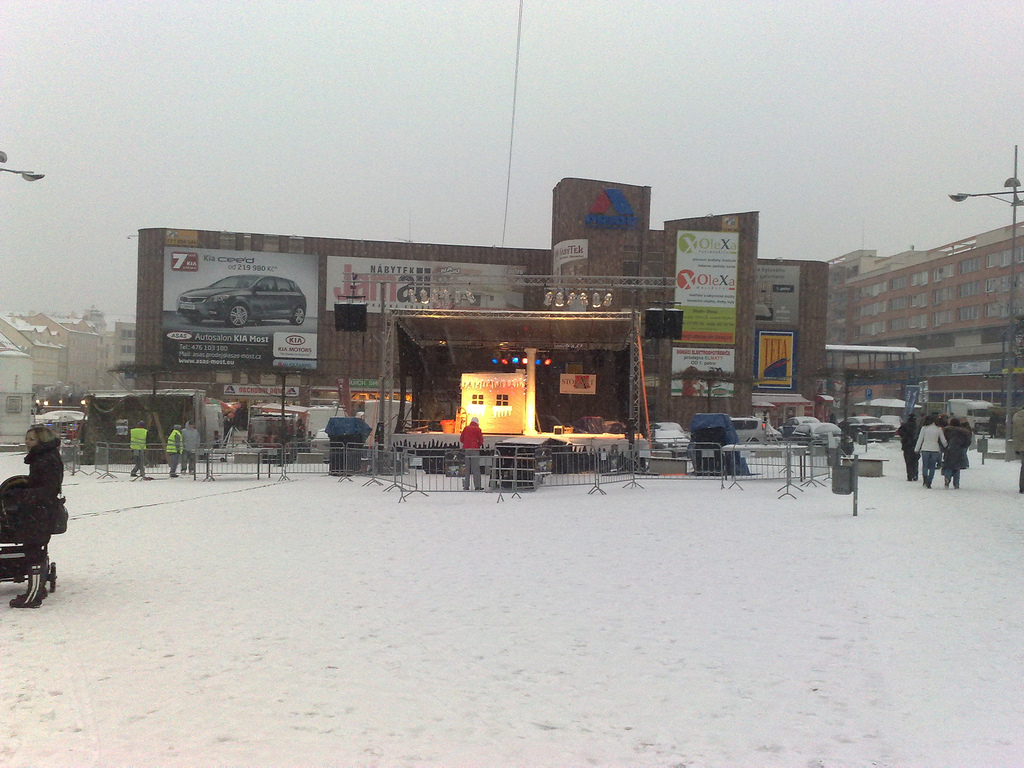
Bývalý obchodní dům Prior v Teplicích
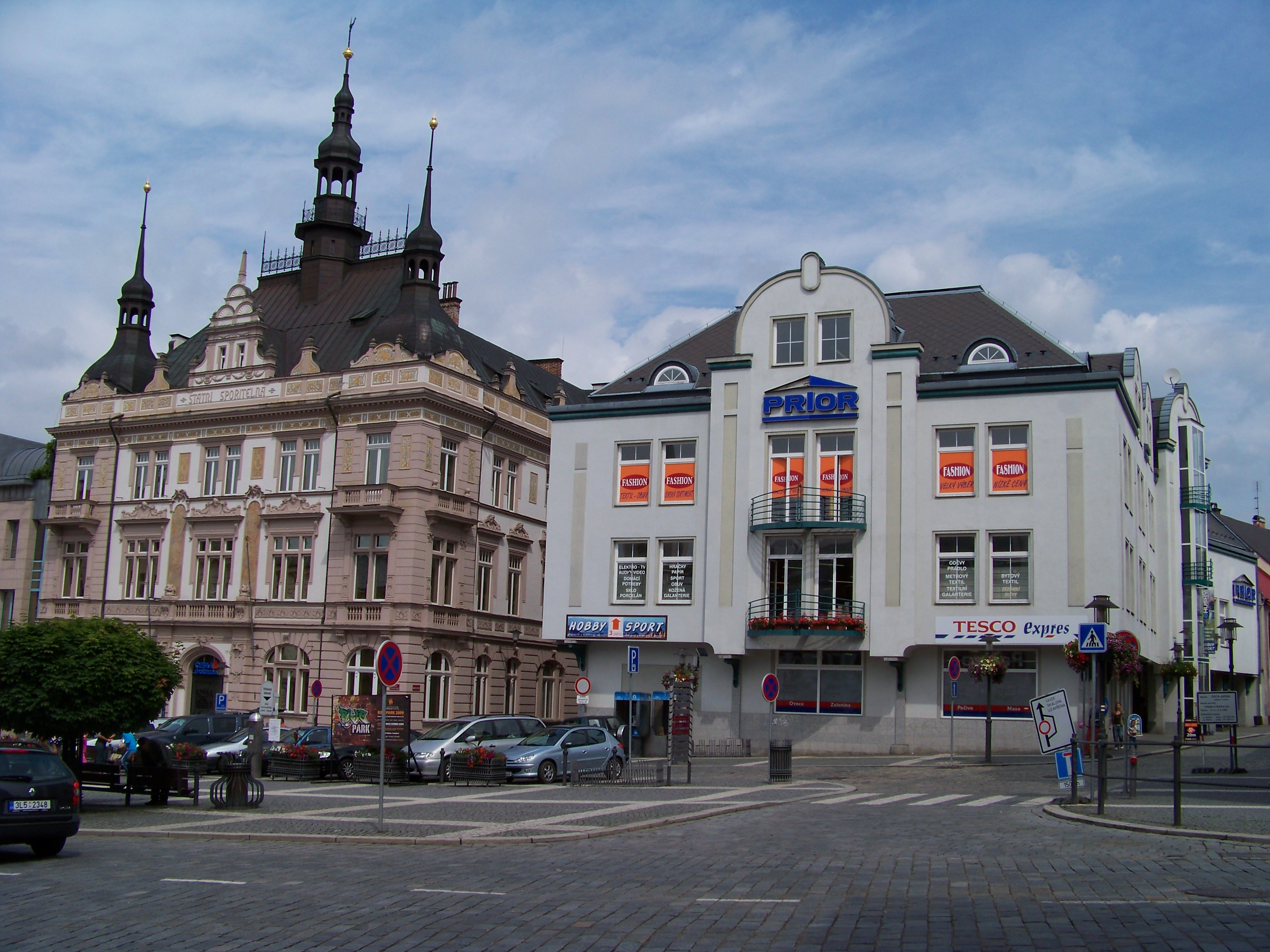
Bývalý obchodní dům Prior v Turnově
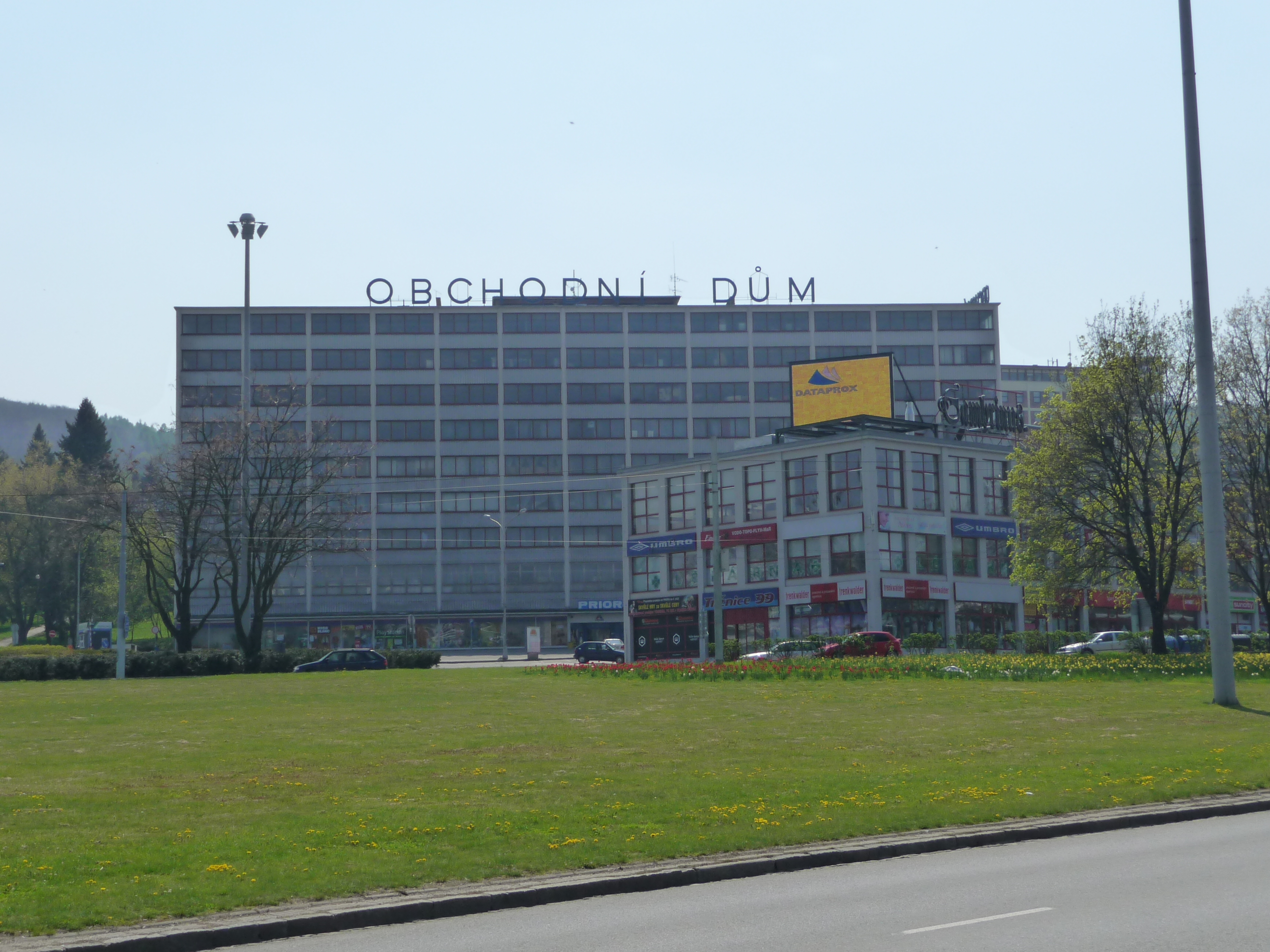
Bývalý obchodní dům Prior v Zlíně
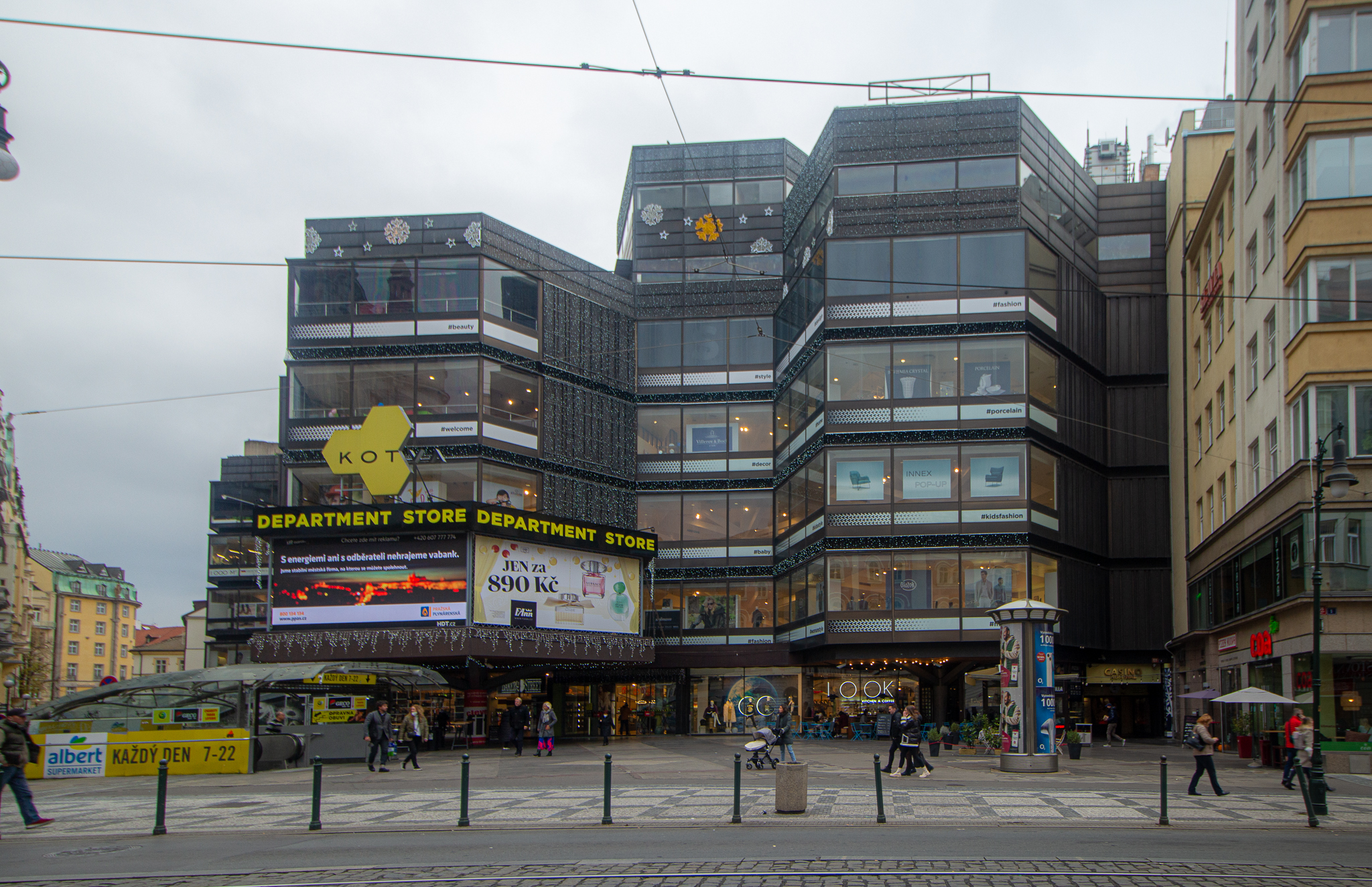
OD Kotva v Praze, bývalý obchodní dům Prior
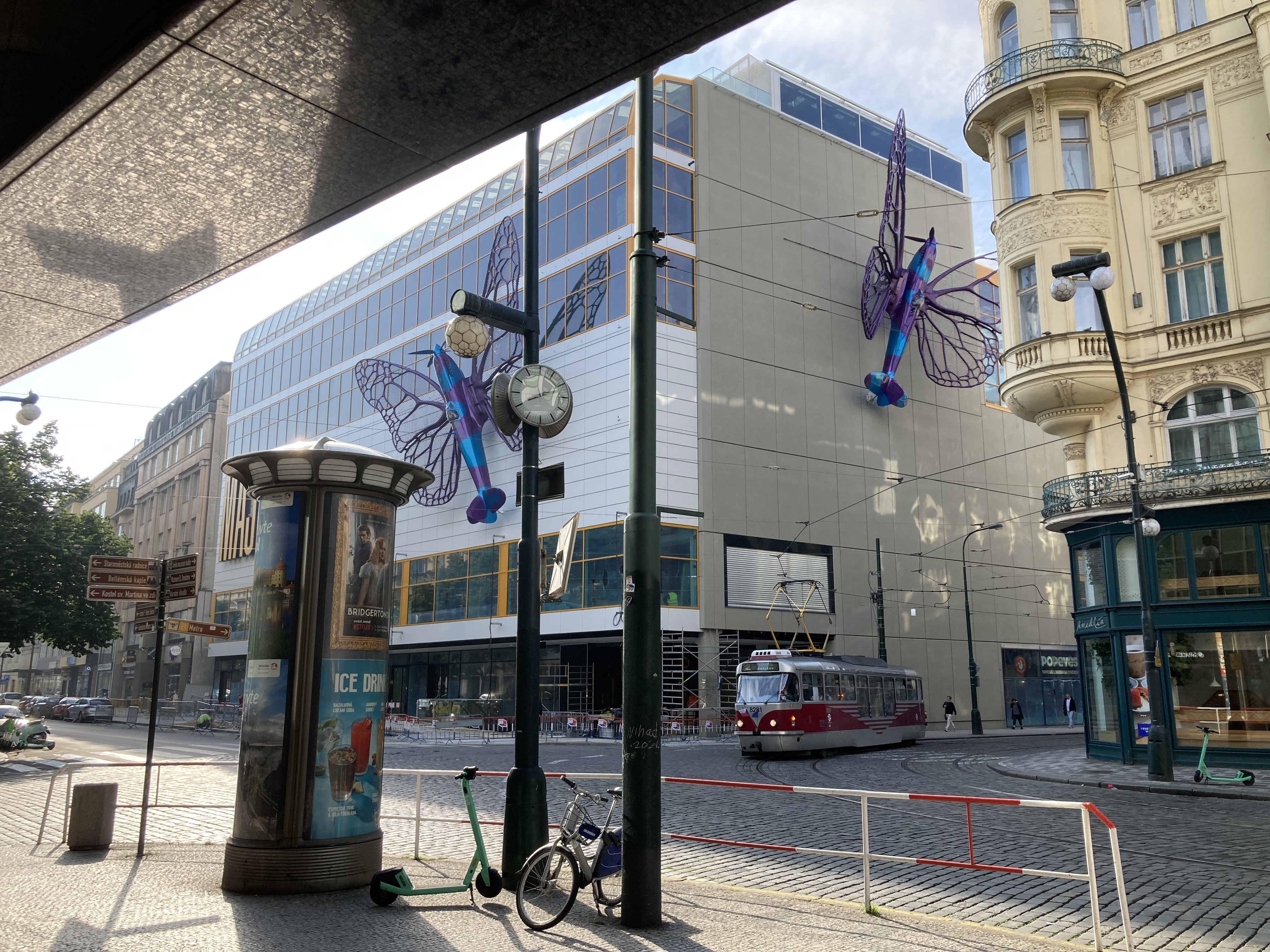
OD Máj v Praze, bývalý obchodní dům Prior

### Provozované Priory na Slovensku

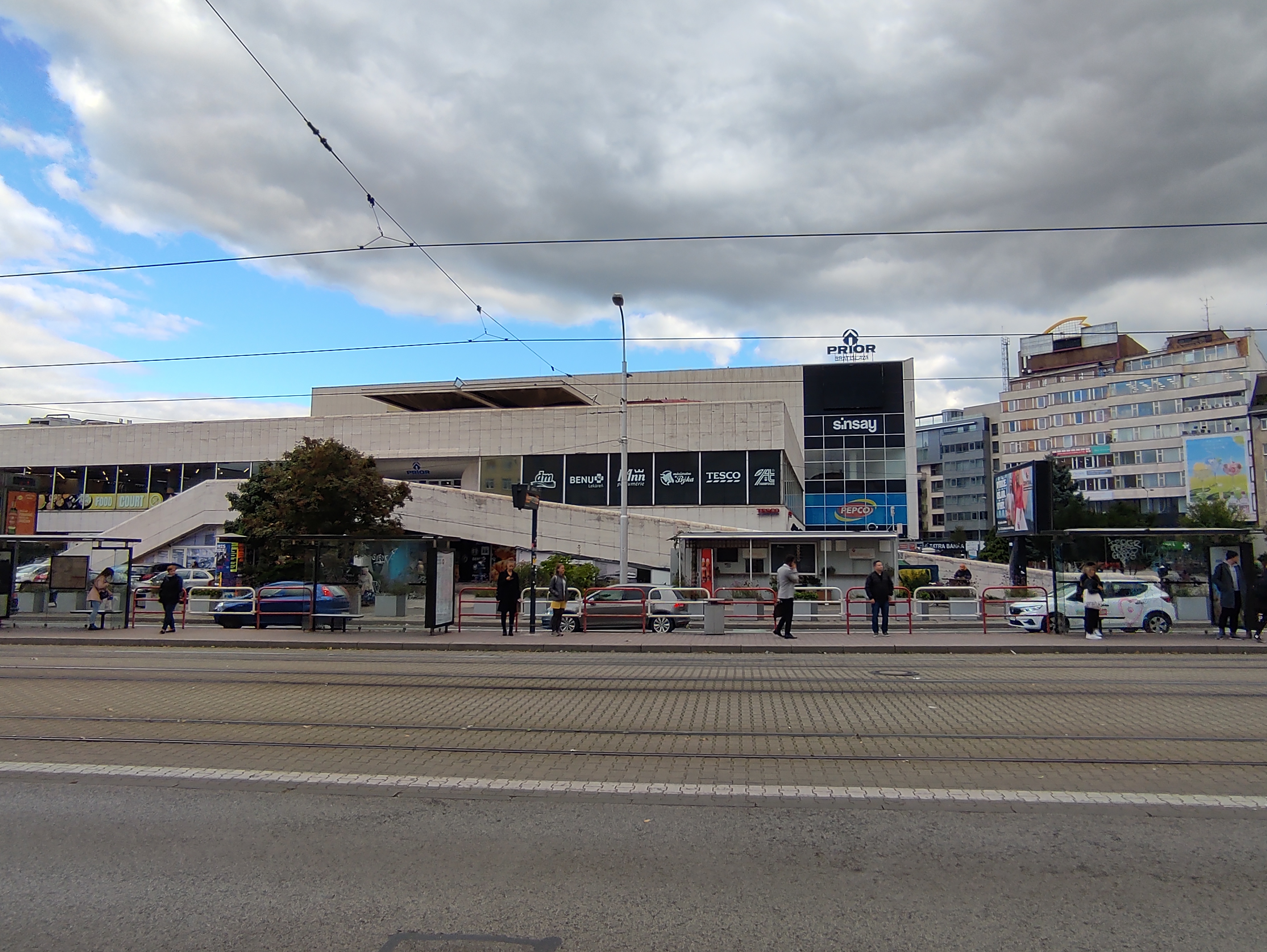
Obchodní dům Prior v Bratislavě
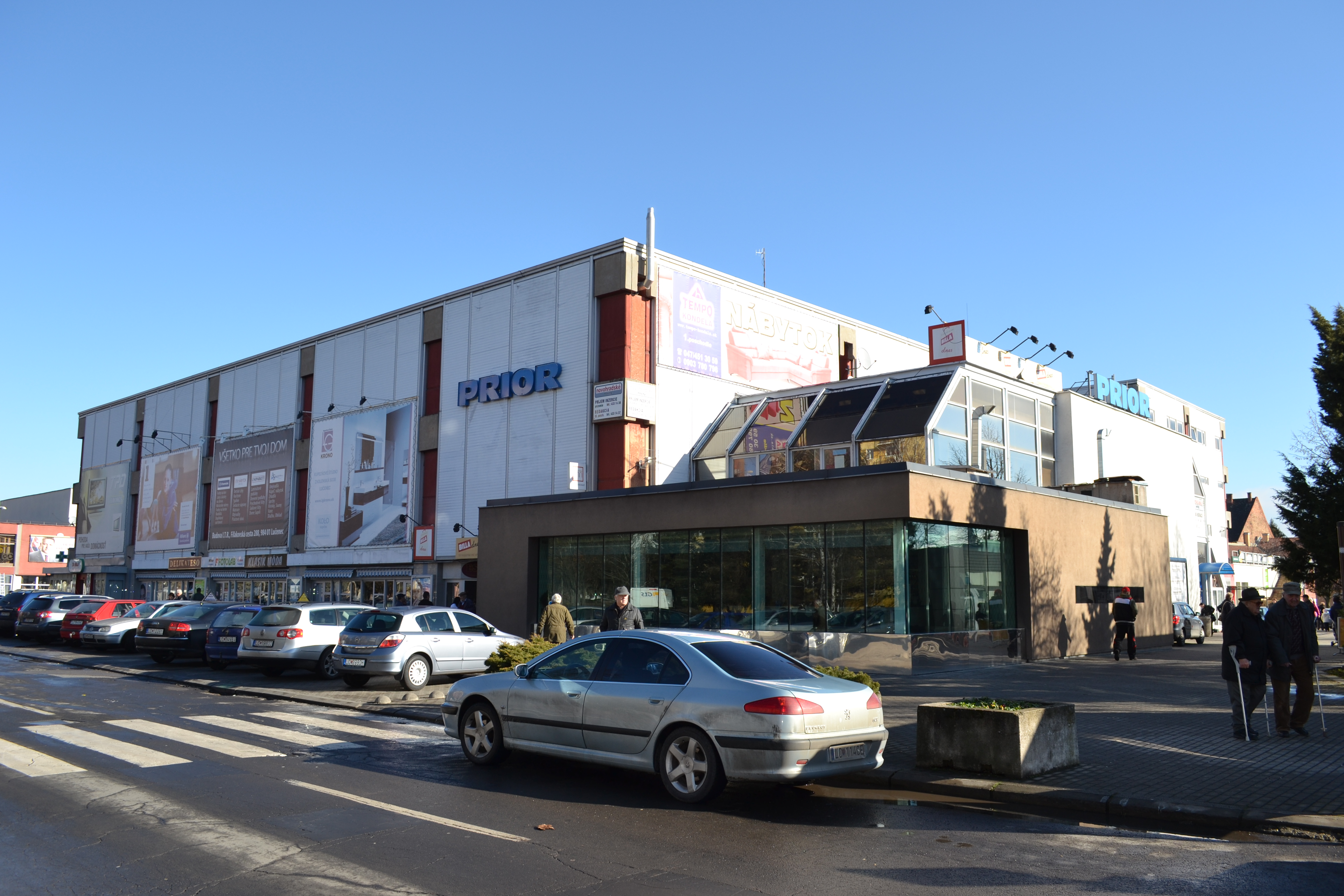
Obchodní dům Prior v Lučenci
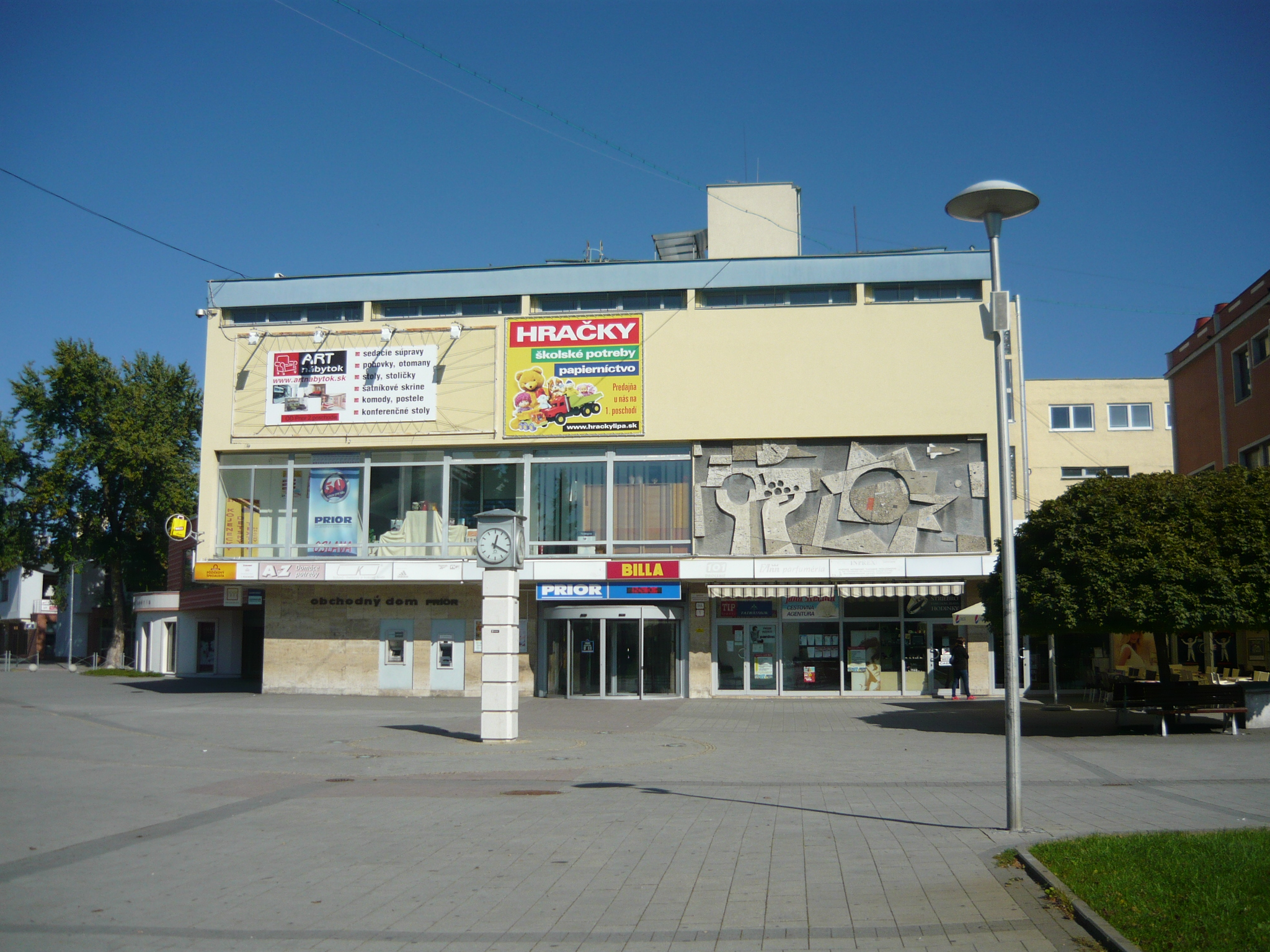
Obchodní dům Prior v Partizánskem
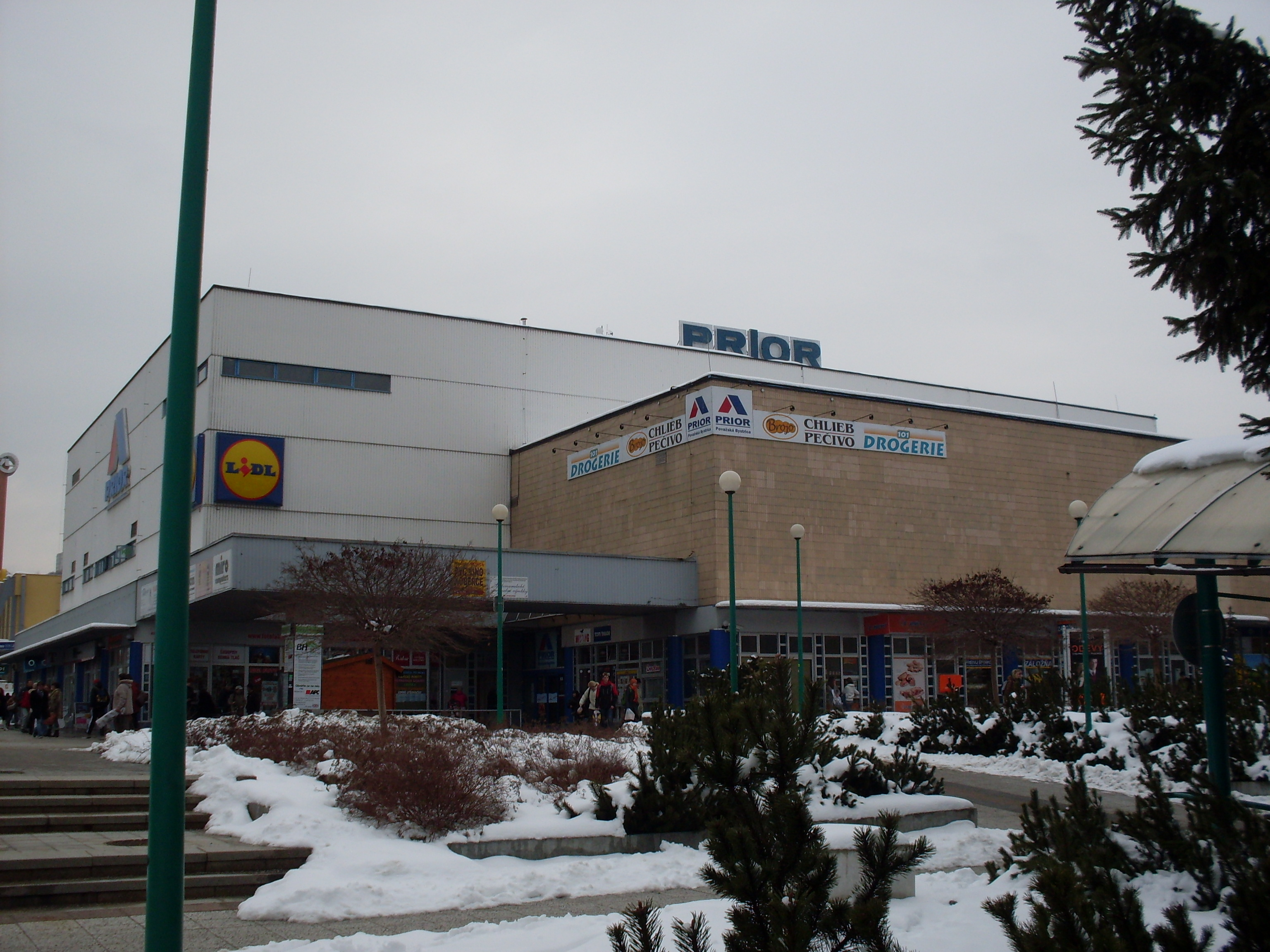
Obchodní dům Prior v Považské Bystrici

### Bývalé Priory na Slovensku

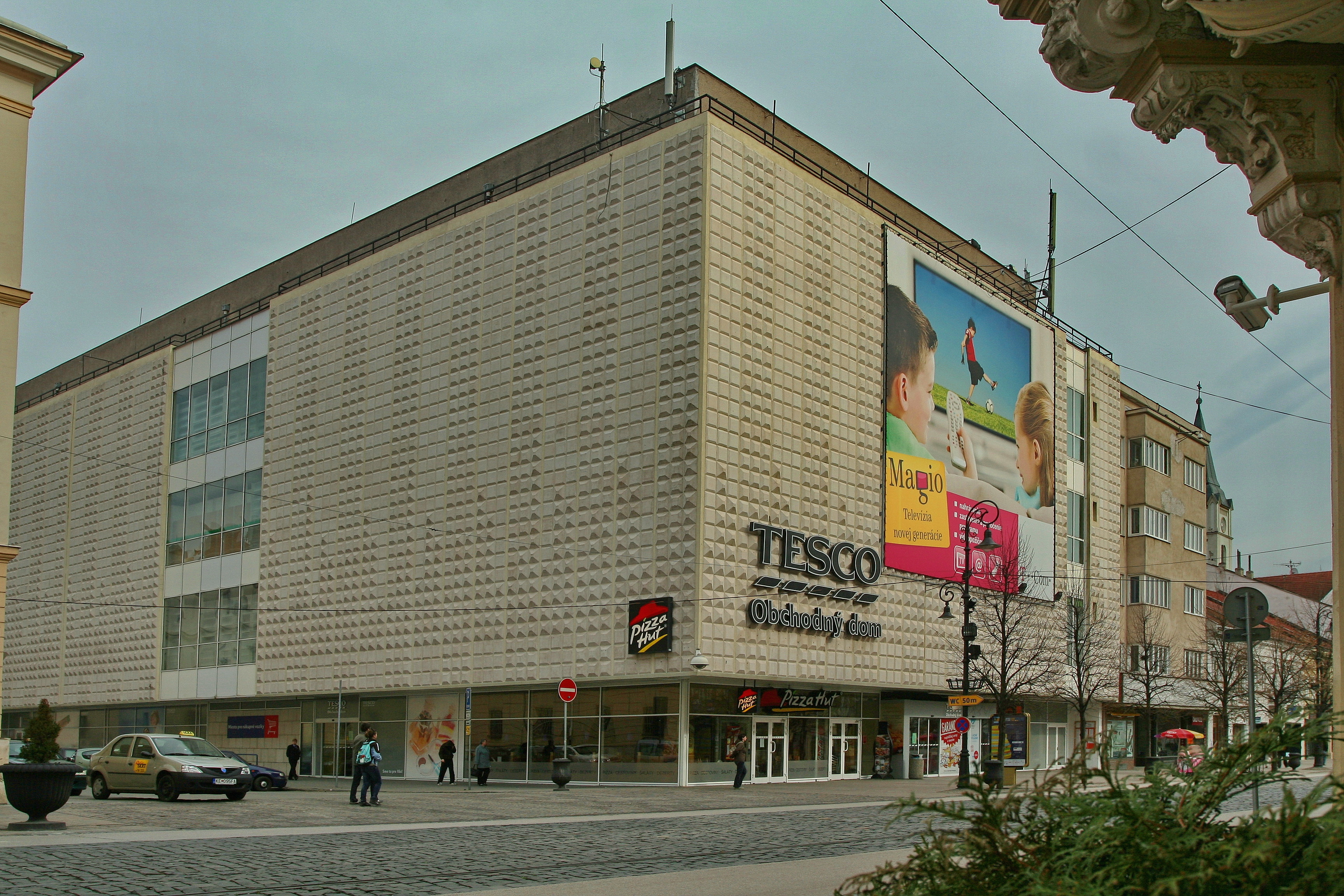
Bývalý obchodní dům Prior v Košicích
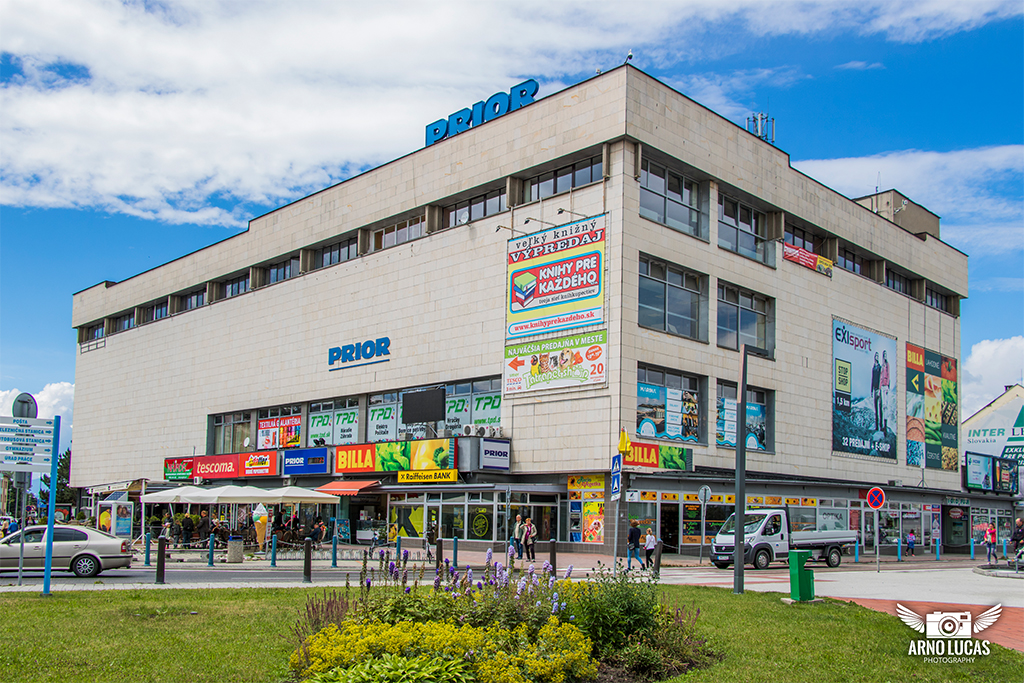
Bývalý obchodní dům Prior v Liptovském Mikuláši
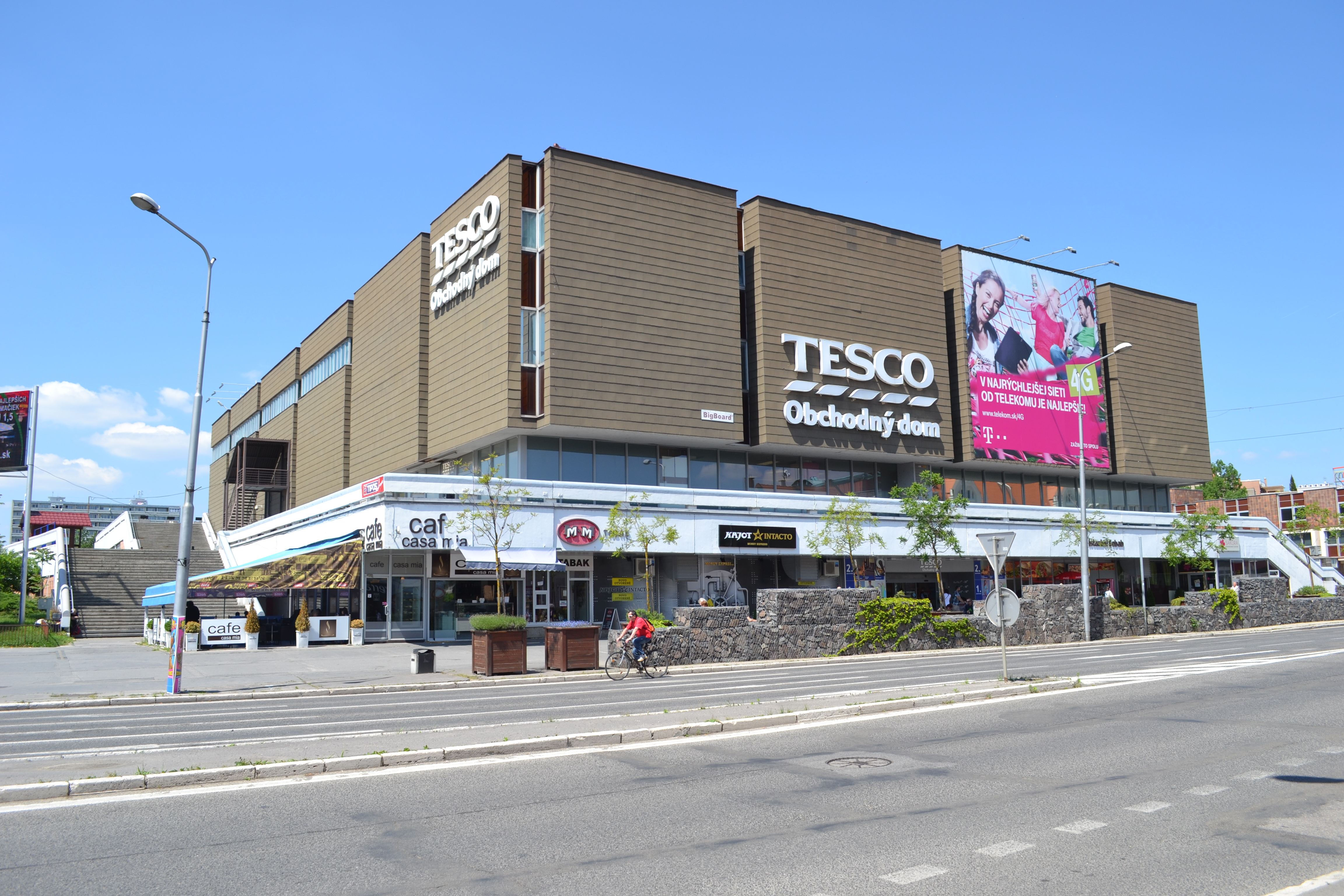
Bývalý obchodní dům Prior v Nitře
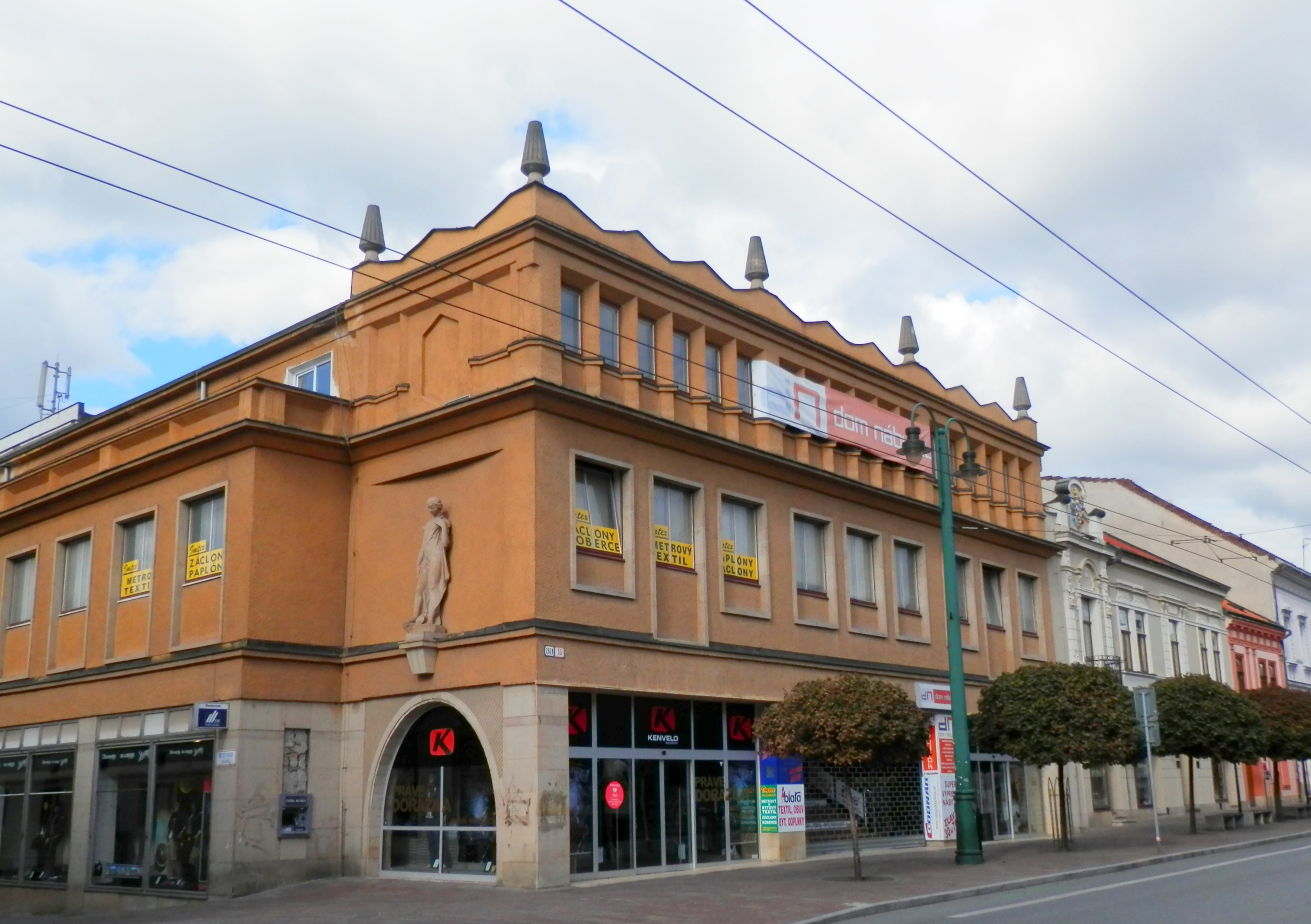
Bývalý („starý“) obchodní dům Prior v Prešově
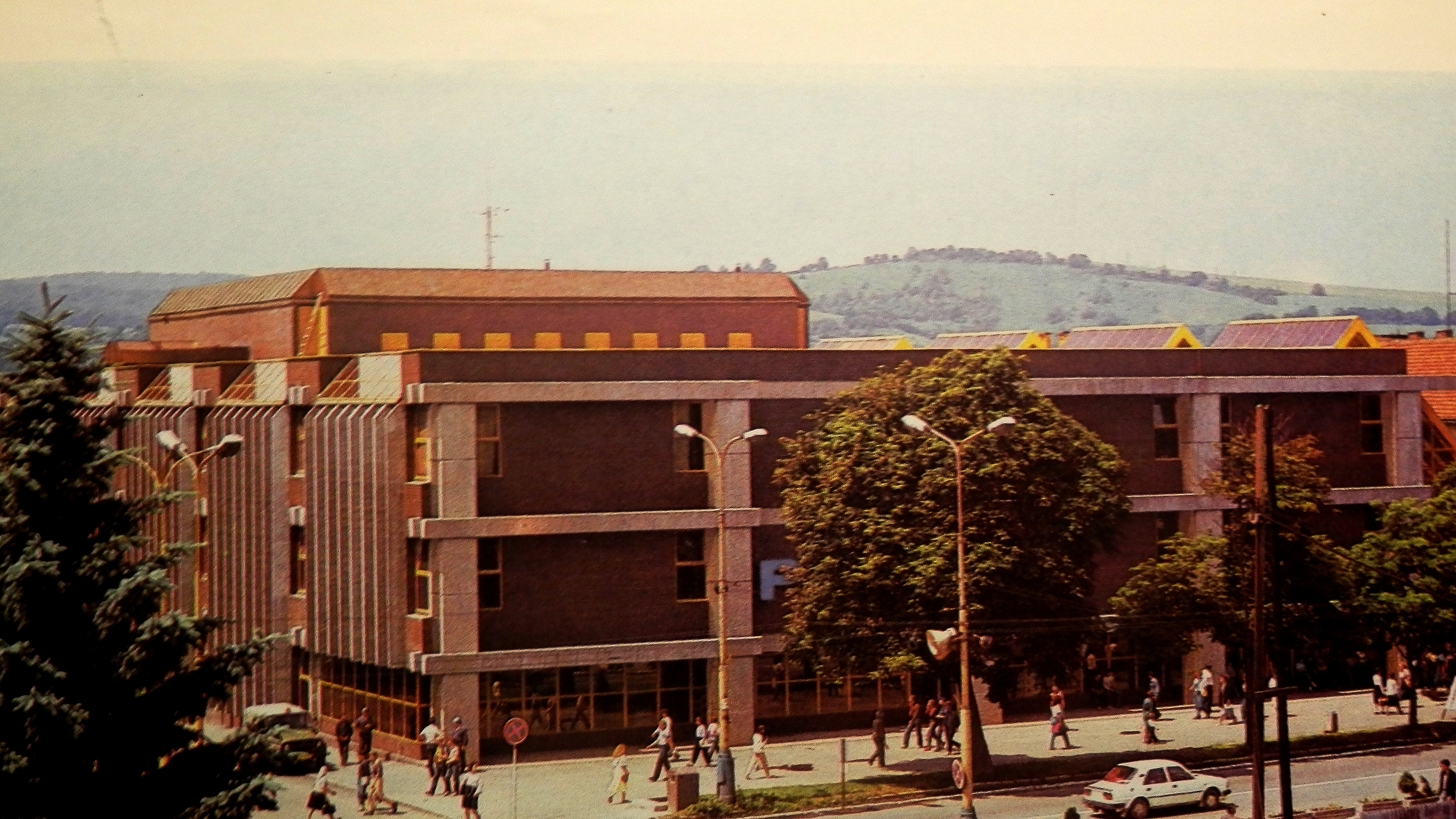
Bývalý („nový“) obchodní dům Prior v Prešově
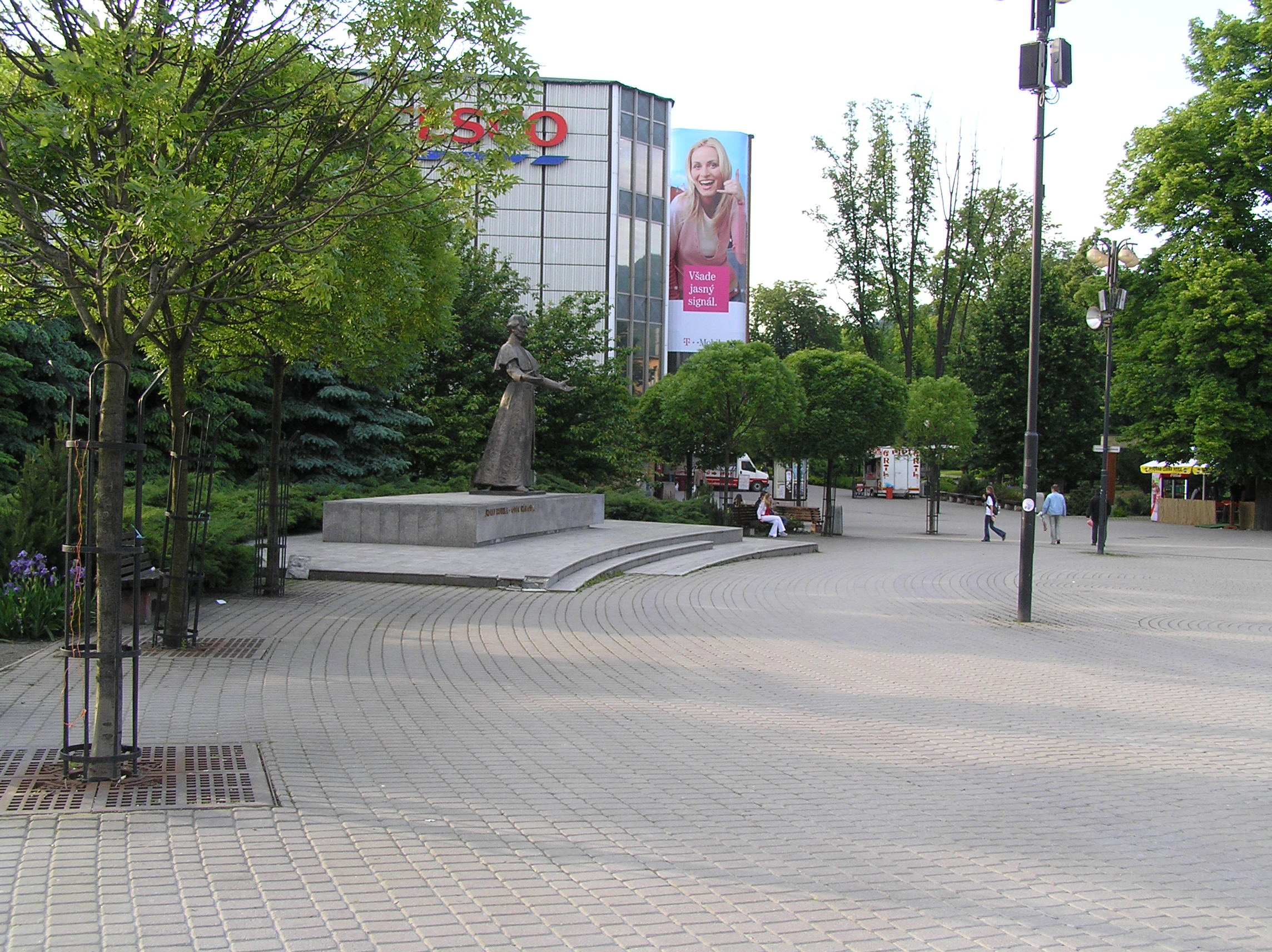
Bývalý obchodní dům Prior v Žilině